# Tramvajová trať Liberec – Jablonec nad Nisou

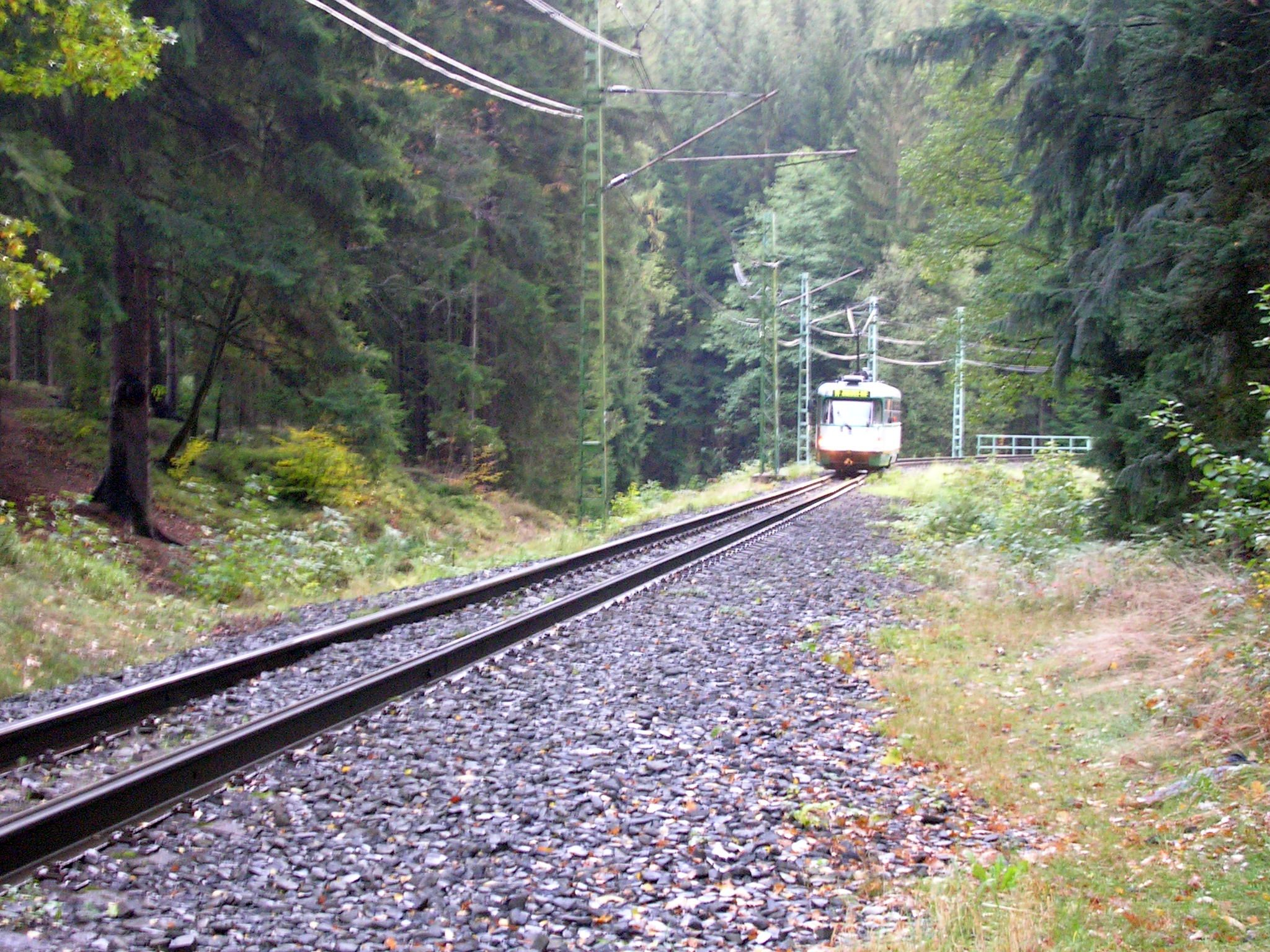
Tramvaj v úseku Zelené údolí – Jablonec, Měnírna

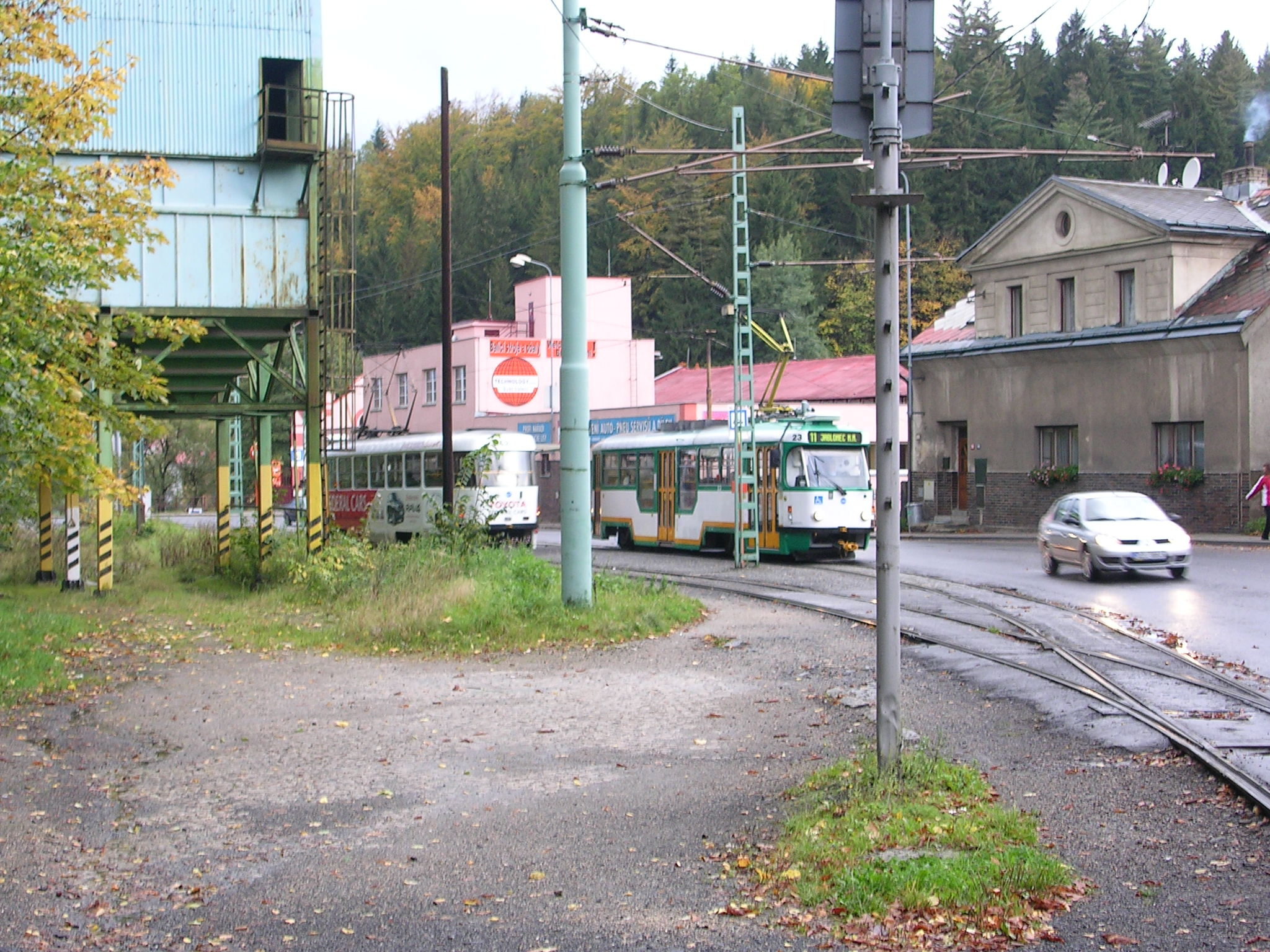
Výhybna Jablonec n. N., Brandl (stav před výlukou 2014–2015)

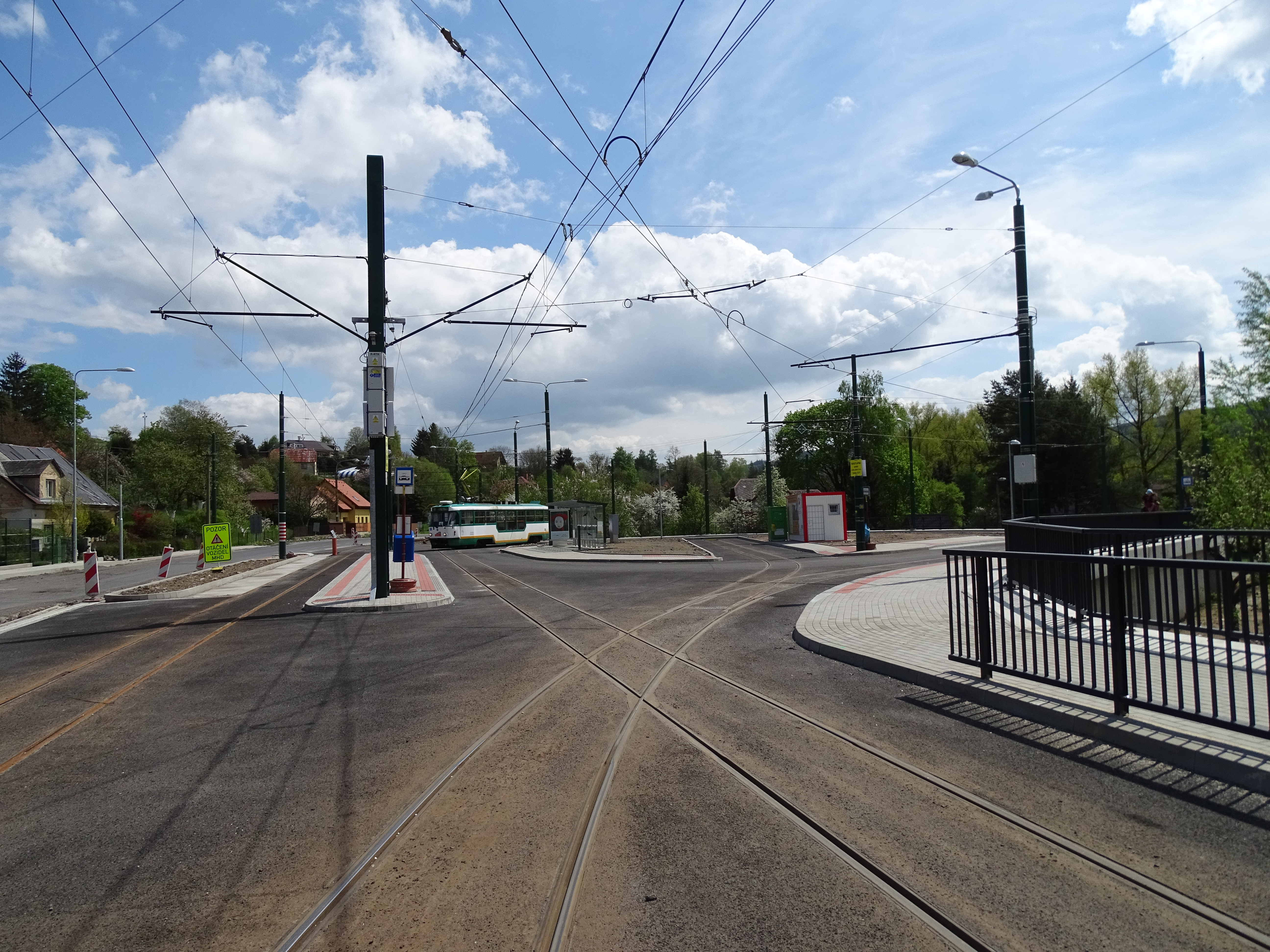
Vratislavice, výhybna

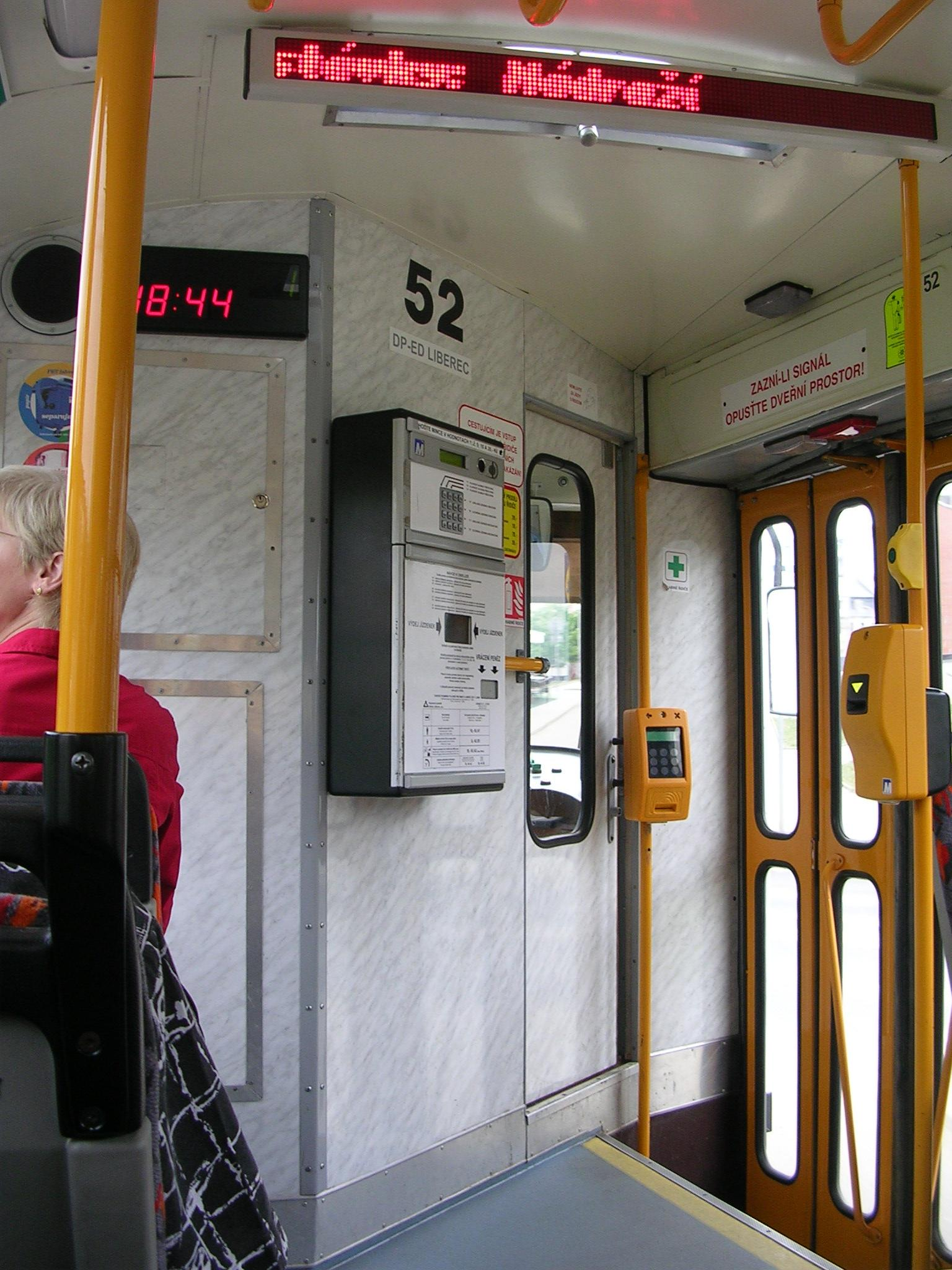
Automat na jízdenky ve voze č. 52

Tramvajová trať Liberec – Jablonec nad Nisou je meziměstská tramvajová trať v České republice, vybudovaná v letech 1947–1955. Původně byla provozována společným jabloneckým a libereckým dopravním podnikem, po jeho rozdělení společně dopravními podniky obou měst, po zániku jabloneckého dopravního podniku jen libereckým dopravním podnikem, který se v roce 2010 opět sloučil s jabloneckým provozem MHD a přejmenoval na Dopravní podnik měst Liberce a Jablonce nad Nisou. Celá trať má normální rozchod kolejí 1435 mm. Městský úsek v Liberci do zastávky Lékárna (ve Vratislavicích nad Nisou) je dvojkolejný, zbylá část tratě do Jablonce nad Nisou je jednokolejná s výhybnami. Zastávky mají ostrovní i boční nástupiště.
Původně jednokolejná trať s výhybnami byla v návaznosti na libereckou a jablonecká tramvajovou síť vybudována v polovině 20. století jako úzkorozchodná s rozchodem koleje 1000 mm. Vzhledem k přestavbě liberecké městské tratě na normální rozchod 1435 mm, která proběhla na přelomu 20. a 21. století, byla změna rozchodu dlouhodobě připravována i pro meziměstskou trať od Jablonce. V letech 2009–2011 byl proto zdvojkolejněn a zdvojrozchodněn úsek Fügnerova – U Lomu, později byla druhá kolej prodloužena až do zastávky Lékárna. V roce 2021 skončil úzkorozchodný provoz na celé trati a došlo ke změně rozchodu na normální v úseku U Lomu – Vratislavice nad Nisou, výhybna. Přestavba zbylého úseku do Jablonce na normální rozchod, spojená s jeho komplexní modernizací, proběhla v letech 2022–2024. Provoz na celé trati byl obnoven 1. května 2024. 
Trať je součástí sítě městské hromadné dopravy v Liberci, platí zde běžný časový tarif MHD Liberec. V minulosti byl na této trati pásmový tarif a z toho důvodu zde působili průvodčí ještě v době, kdy v Liberci i dalších českých městech byl již zaveden provoz bez průvodčích. V současné době je většina vozů na této trati vybaveny prodejním automatem jízdenek.
Jízdní doba je podle jízdního řádu půl hodiny, délka trati je 13 kilometrů. V celé trase jezdí linka č. 11, v úseku Liberec – Vratislavice navíc jezdí v některých denních dobách linka č. 5. V blízkosti trati jsou trvale zabudovány zastávkové sloupky pro případ zřízení náhradní autobusové dopravy. Denně trať využije kolem 11 000 lidí. Rozmístění výhyben od roku 1975 umožňuje minimální interval na celé trati 6 minut, ten však v jablonecké části zdaleka není využíván.

## Historie a plány

### Příprava, výstavba, zahájení provozu
Návrhy na tramvajové propojení Liberce a Jablonce se objevovaly už od vzniku tramvajových sítí v obou městech na přelomu 19. a 20. století, iniciativu projevovaly zejména Jablonecké elektrické dráhy, ministerstva železnic však návrhy zamítaly z důvodu existence souběžné železniční tratě,
 pak zase výstavbu oddálila 2. světová válka. První projekt byl předložen v roce 1900.
1. února 1949 (1. února 1948) byli sloučeni městští dopravci a vznikla nová firma Dopravní komunální podnik měst Liberce a Jablonce nad Nisou se sídlem v Liberci.
Meziměstská trať vznikala napojením tehdejší jablonecké tramvajové sítě (ta existovala v letech 1900–1969) na libereckou, a to směrem z Jablonce. Zpočátku, od roku 1948, probíhala stavba formou občanských brigád, což v padesátých letech nebylo výjimečné, teprve později výstavbu převzaly stavební firmy.
První zprovozněný úsek, z výhybny v Pražské ulici novou ulicí Budovatelů k Brandlu, zpočátku sloužil neveřejně, jen pro dopravu zaměstnanců místních firem.
Úsek až do jablonecké části Proseč byl zprovozněn 16. listopadu 1953.
Od 15. února 1954 se mohlo jezdit z Jablonce až ke kostelu do Vratislavic (dnes část Liberce), odkud dál do Liberce pokračovaly autobusy.
Liberecká část byla zpožděná průtahy v rozhodování o trase. Celá trať do Liberce byla nakonec v provozu od 1. ledna 1955.
Nová linka dostala ihned číslo 11. Polovina vozů na ni byla vypravována z Liberce a polovina z Jablonce. V roce 1960 se společný dopravní podnik rozdělil, i nadále se však na provozu společně podílely oba podniky. Trať byla rozdělená mezi oba podniky, hranicí byla výhybna v Proseči.

### Sjednocení provozovatele a rekonstrukce

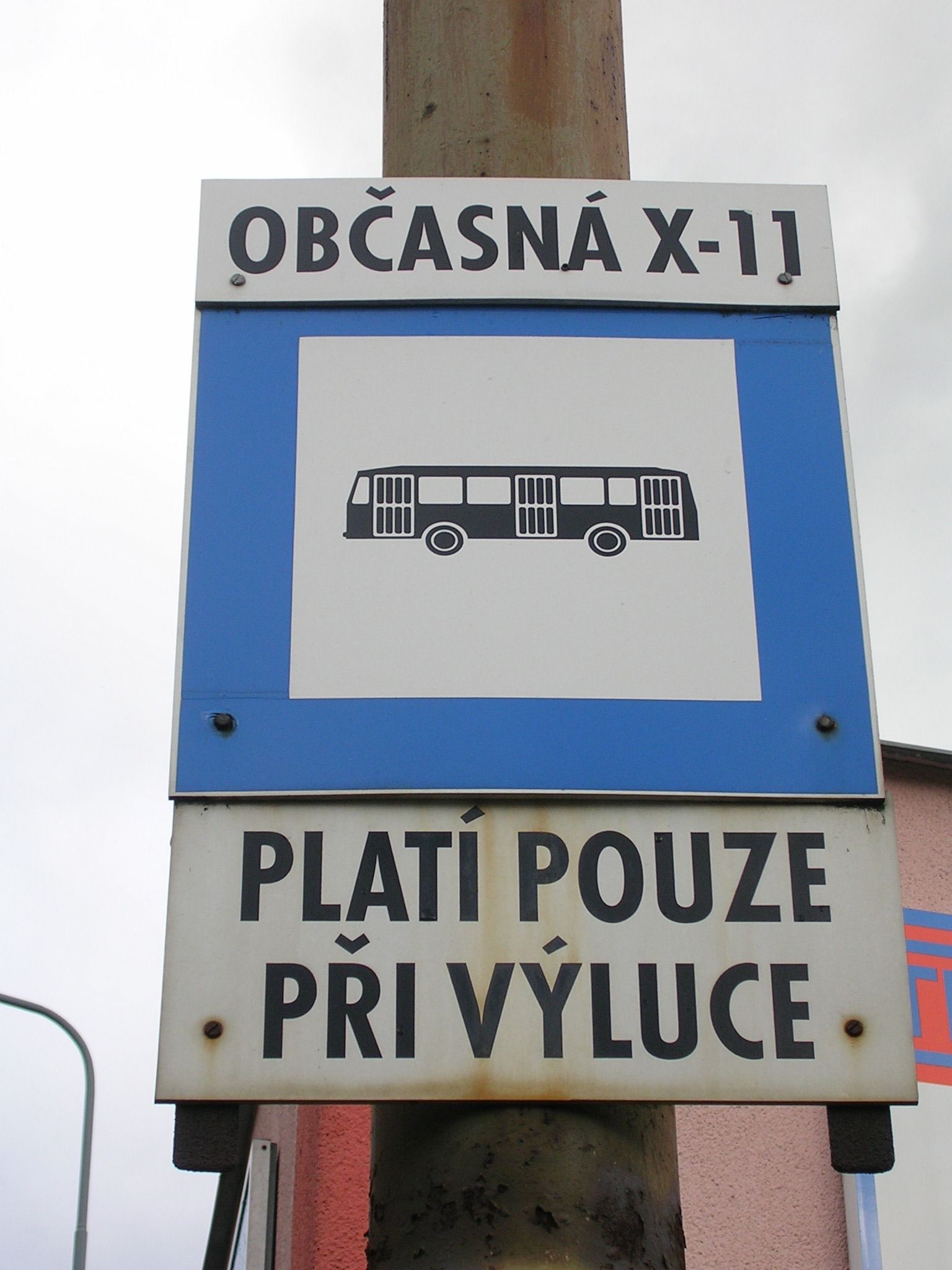
Zastávka náhradní autobusové dopravy.

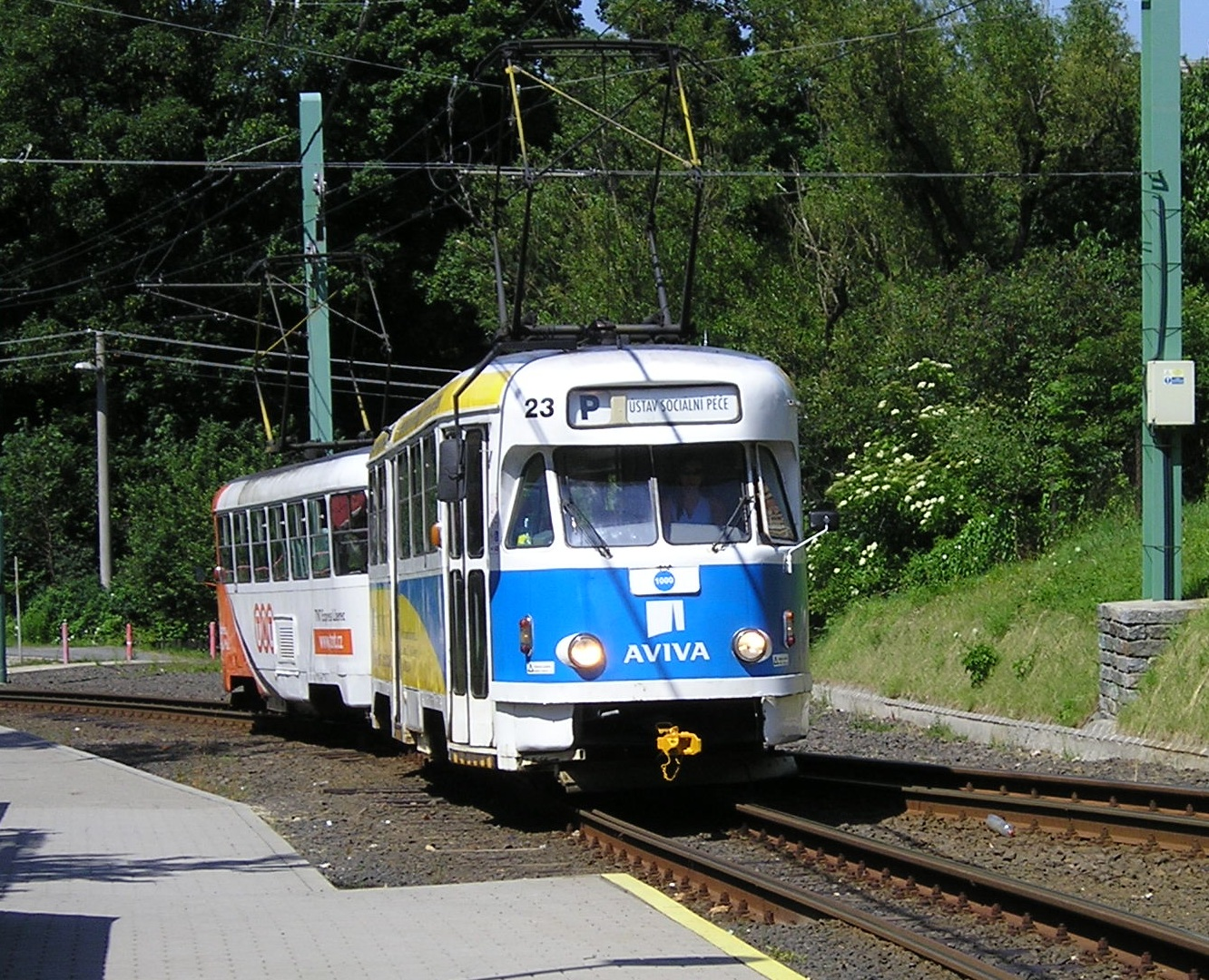
Souprava vozů T2R spřažených zadními čely na lince P před zastávkou Nová Ruda při výluce v létě 2006.

Po zrušení jablonecké tramvajové sítě v roce 1965 usiloval jablonecký dopravní podnik i o zrušení této tratě, liberecký dopravní podnik naopak plánoval její rekonstrukci. V roce 1966 byly v liberecké části vybudovány dvě nové výhybny.
Od 1. ledna 1970 přestal jablonecký dopravní podnik na trať vypravovat své vozy, zároveň liberecký podnik převzal jabloneckou část trati. (Jablonecký dopravní podnik byl následně zrušen roku 1981, jeho zbývající činnost převzal krajský podnik ČSAD.)
27. března 1972 byl z důvodu rekonstrukce zastaven provoz v úseku Proseč – Jablonec, 1. dubna 1973 byl zastaven provoz i ve zbylém úseku. Mezi lety 1973–1976 (resp. v roce 1974) byla trať zrekonstruována. Přitom bylo změněno ukončení tratě v Jablonci nad Nisou, byla zrušena bloková smyčka poblíž centra Jablonce a trať byla zkrácena do nové smyčky v Pasířské ulici. V průběhu rekonstrukce trati dokonce požadovalo město Jablonec nad Nisou na Ministerstvu dopravy, aby trať z Liberce byla ukončena v zastávce Plynárna s odůvodněním, že si jablonečtí občané ten kousek do města jistě rádi doběhnou.[zdroj⁠?!] Byly zřízeny dvě nové výhybny v jablonecké části trati. Uvažovalo se i o zdvoukolejnění trati a přechodu na normální rozchod, na to však nebyly peníze. [zdroj?] 31. prosince 1975 byl obnoven provoz v úseku Liberec – Vratislavice, 29. prosince 1976 až do Jablonce, již s moderními vozy T3.

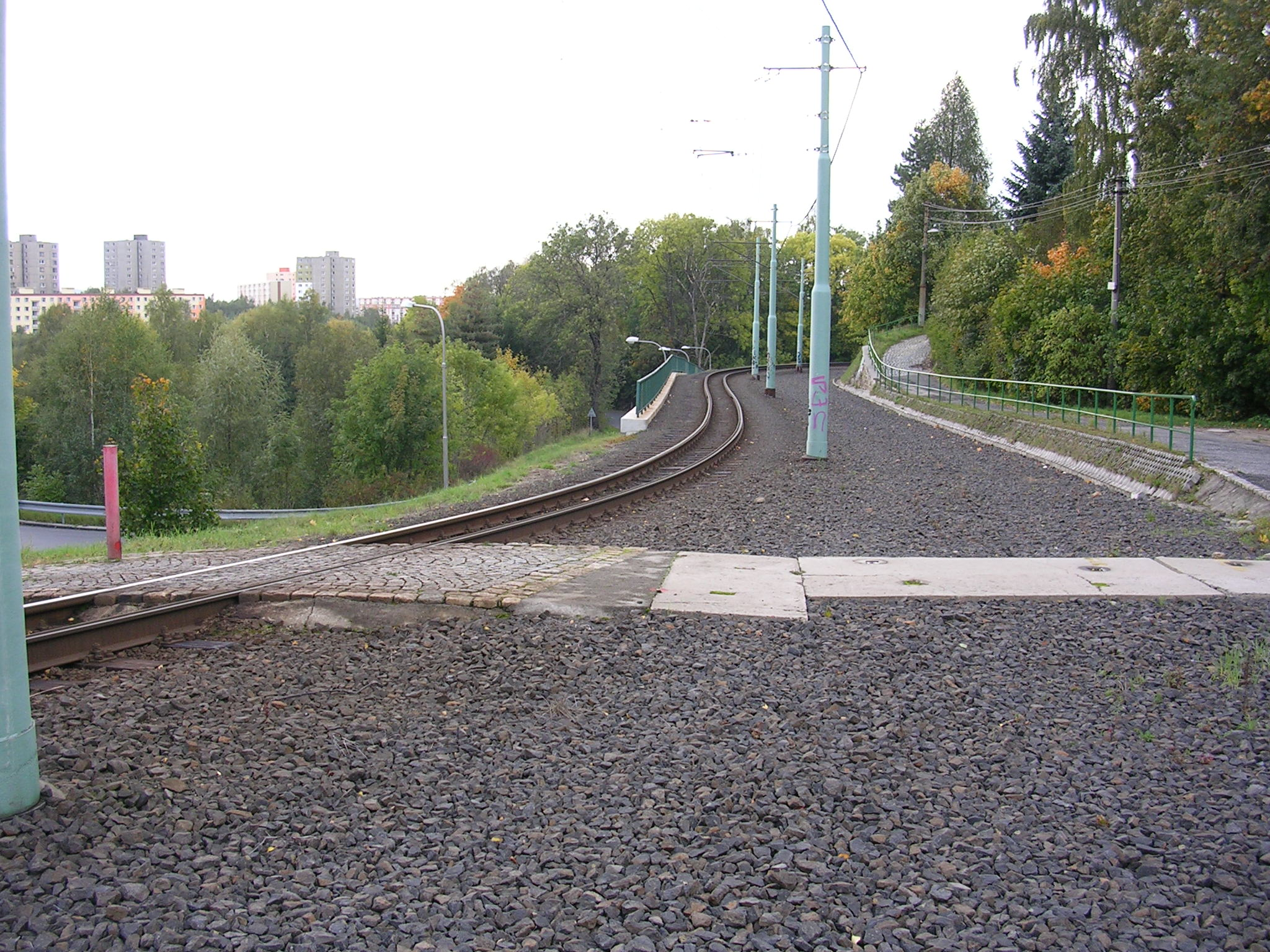
Úsek Nová Ruda – U Lomu už je připraven na zdvoukolejnění.

Koncem roku 1988 byla zahájena rekonstrukce úseku od výhybny Brandl k jablonecké konečné, provoz byl obnoven 17. prosince 1989.
V devadesátých letech byla hlavní (městská) tramvajová trať v Liberci zdvoukolejněna a přebudována na normální rozchod, zároveň však má v části (úsek Lidové sady až Viadukt) i třetí kolejnici, takže kolej ve formě dvourozchodové splítky umožňuje i provoz úzkorozchodných tramvají, tedy i vozů z meziměstské tratě. V roce 1995 byl v Liberci na Fügnerově otevřen moderní terminál MHD.

### 2001 – 2010
V roce 2001 byla vybudována nová výhybna u prosečského nádraží, na zastávce Proseč nad Nisou pošta.
Od 1. července do 26. srpna 2006 byl přerušen provoz v ulici U Sila mezi zastávkami Pivovarská a Ústav sociální péče (dnes Sídliště Nové Vratislavice) z důvodu výstavby tunelu pro rekonstruovanou silnici I/14. Tramvaje do Jablonce nahradily jako obvykle autobusy, v provozu ale byla tentokrát i výluková tramvajová linka P v trase Fügnerova – Ústav sociální péče. Z důvodu ukončení trati kusou kolejí (a nikoli smyčkou) jezdily na lince P po tuto dobu netradičně vozy spřažené do soupravy zadními čely, protože liberecký dopravní podnik nedisponoval obousměrnými vozy.
V první dekádě jednadvacátého století se začalo s přípravami postupné komplexní rekonstrukce trati. Její náklady byly tehdy odhadovány na půl miliardy.
V létě 2008 se konala velká rekonstrukce terminálu MHD Fügnerova. Jedním z hlavních důvodů bylo umožnění otáčení tramvají i ve směru od Rybníčku, součástí rekonstrukce tramvajové smyčky bylo i umístění dvojího rozchodu a zdvoukolejnění průjezdu pod zdejšími hodinami. To umožnilo bezproblémové vedení tramvajových linek 5 a 11 dále ve směru Rybníček a Viadukt. Smyčka je tak nově využívána především při výlukách a mimořádnostech, od září 2016 ji pravidelně využívají noční spoje.
V červnu 2009 se rozeběhla pětiměsíční rekonstrukce prvního úseku trati, od terminálu Fügnerova k ulici Klicperova (poblíž zastávky Mlýnská). Za 150 milionů korun byl 550 metrů dlouhý úsek zdvojkolejněn a osazen dvojím rozchodem. Zároveň byla zrušena výhybna Textilana a zdvojkolejněn i úsek U Lomu – Nová Ruda.

### 2011 – 2020
V roce 2011 byla vybudována nová přeložka trati na místě bývalé Textilany. Dosavadní trať vedoucí po obvodu bývalého textilního podniku byla zrušena, nově trať bývalý areál protnula. Tato rekonstrukce navázala na předchozí v ulici Klicperova (poblíž zastávky Mlýnská), postaven byl nový dvojkolejný 950 metrů dlouhý úsek až k zastávce U Lomu, kde vznikla společná zastávka pro autobusové i tramvajové linky. Na křižovatce u zastávky U Lomu navíc bylo připraveno místo pro plánovanou odbočku tramvajové trati do Rochlice. Provoz tramvají byl obnoven 14. srpna 2011.
15. března 2014 byla zahájena velká rekonstrukce, při níž byl zmodernizovány úseky Nová Ruda - Lékárna (nově dvojkolejný na úzkém rozchodu), úsek Lékárna – Vratislavice nad Nisou výhybna (nadále jednokolejný na úzkém rozchodu) a úsek Měnírna – Brandl (rovněž jednokolejný na úzkém rozchodu). Dále při této výluce byla přemístěna výhybna ze zastávky Proseč nad Nisou škola (dnes Za Tratí) do zastávky Kyselka či prodloužena výhybna Vratislavice nad Nisou. Úsek Liberec – Vratislavice byl zprovozněn 15. dubna 2015, úsek Vratislavice – Jablonec potom 17. července 2015.

## Plány do budoucna

### Dokončení rekonstrukce
Uvažuje se o navázání tramvajové dopravy na souběžně vedoucí železniční trať v rámci projektu Regiotram Nisa (RTN, trať RTN 1), v úseku mezi Prosečí a dolním nádražím v Jablonci by byla tramvajová trať zrušena a tramvaje převedeny na železniční trať, tramvajový systém s železničním by byl propojen také u nádraží v Liberci. V nedávné době byla ovšem ze strany ministerstva dopravy vydána zpráva, že projekt finančně nepodpoří a tak je budoucnost projektu nejistá.
V současné době probíhá rekonstrukce několik úseků trati. Jde o úsek Kyselka – Proseč nad Nisou škola, kde by mělo dojít mimo jiné ke zvětšení poloměru oblouků a rekonstrukci mostu přes Nisu. Oprava navazujícího úseku Proseč nad Nisou škola – Proseč nad Nisou výhybna si vyžádá demolici několika domů, včetně prosečského nádraží. Tramvajová trať by měla být oddělena od silniční komunikace, v plánu je zrušení prosečské výhybny a vznik společného nástupiště s vlaky. V rámci rekonstrukce úseku Nový Svět – Měnírna se pak počítá například s výstavbou nové výhybny v Proseči.
Do budoucna je připravováno přerozchodování celé trati na normální rozchod 1435 mm, přičemž některé zrekonstruované úseky již mají oba rozchody a jiné jsou na změnu rozchodu připravené konstrukcí pražců. V plánu je i rekonstrukce signalizačního zařízení, a také měnírny v Zeleném Údolí. Dne 19. července 2021 začala rekonstrukce 13 km trati na normální rozchod. Celá rekonstrukce by měla být hotová do července roku 2023, do té doby bude doprava mezi vratislavickou výhybnou a Jabloncem provozována náhradními autobusy.

### Prodloužení tramvajové trati
Dlouhodobým plánem, o němž se mluví už od počátku století, je prodloužení tramvajové trati do centra Jablonce nad Nisou. V současnosti je trať ukončena v Tyršových sadech, bez dobré návaznosti na další linky jablonecké MHD.
Už v roce 2016 jablonečtí zastupitelé schválili trasu budoucího nového, zhruba 750 metrů dlouhého úseku trati, která by tramvaje od Liberce přivedla až do centra města. Trať by ze zastávky Liberecká měla pokračovat ulicemi Budovatelů a Soukenná na Dolní náměstí a odtud do prostoru připravovaného terminálu MHD na místě bývalé tržnice v Kamenné ulici. Variantní trasa ulicemi U Zeleného stromu a 5. května byla shledána nevhodnou kvůli zdejšímu kruhovému objezdu.
Město Jablonec již vyhlásilo architektonickou soutěž na podobu nového terminálu. Tu vyhrálo studio DOMYJINAK. Vítězný návrh počítá kromě autobusových stanovišť také s lávkou, která jej spojí s nedalekou železniční zastávkou Jablonec nad Nisou centrum, a také s tramvajovou smyčkou.
V roce 2019 vznikla proti zvažovanému prodloužení trati petice, kterou inicioval místní podnikatel Martin Moc. Petenti se obávali především snížení kvality života ve městě a hluku, shromáždili přes 500 podpisů. Zhruba dvojnásobek podpisů pak získala petice, která naopak prodloužení trati požadovala, s tím, že bude mít pro většinu Jablonečanů pozitivní přínos.
Ačkoli byla na prodloužení přislíbena evropská dotace, zastupitelé se rozhodli projekt o několik let odložit. Podle bývalého primátora Jiřího Čeřovského by se stavba nestihla kvůli odporu místních včas připravit. Nejprve tak dojde k modernizaci stávající trati, její prodloužení má přijít na řadu až v dalším programovacím období.

## Popis trati

### Technické a provozní uspořádání

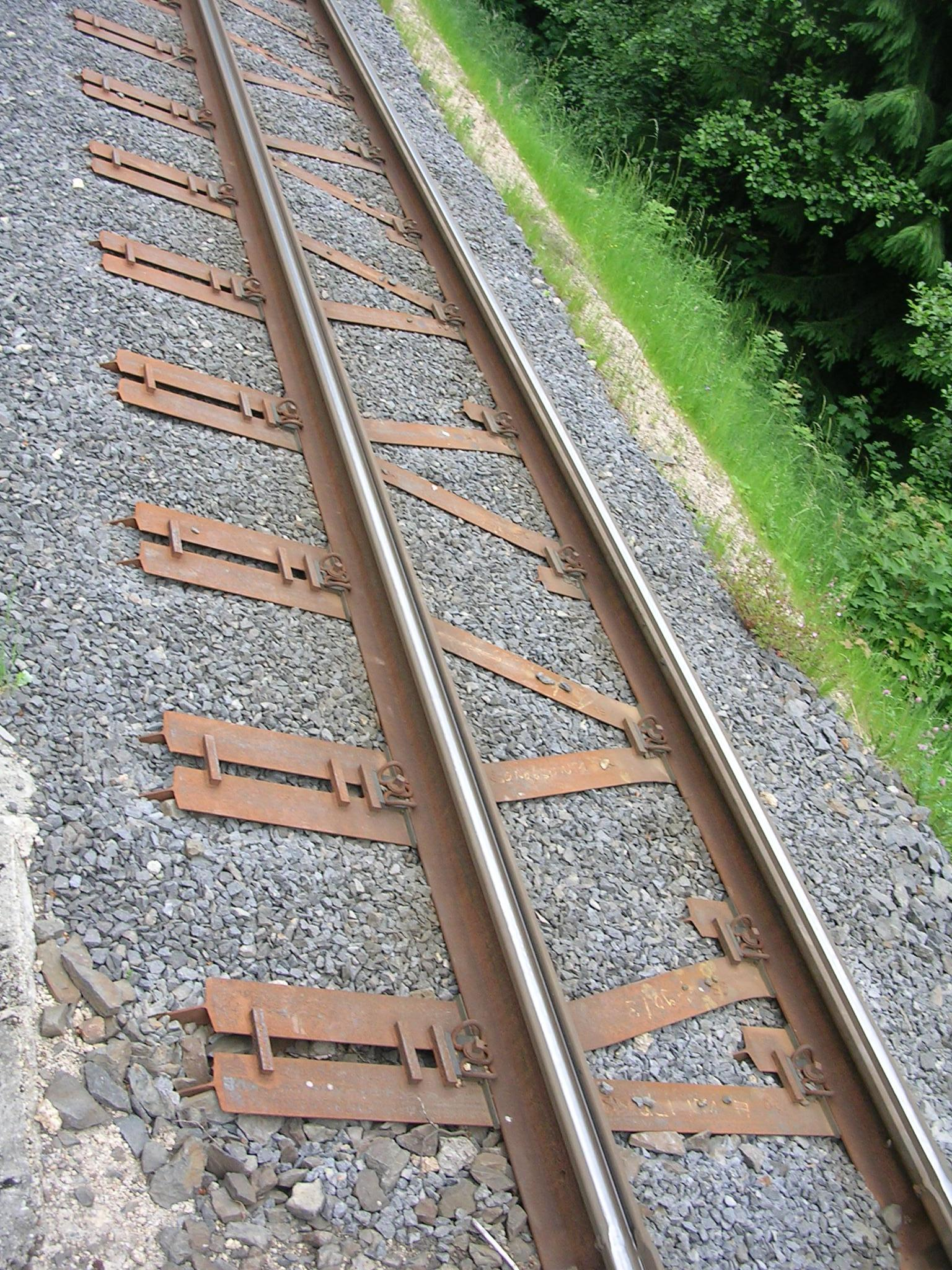
Šikmé pražce u zastávky Nový Svět.

Celá trať má rozchod 1435 v úseku z centra Liberce do Vratislavic k výhybně, v úseku Vratislavice nad Nisou výhybna - Tyršovy Sady probíhá výluka kvůli přerozchodování tratě  s několika výhybnami. Kolejnice jsou na většině trati žlábkové (v úseku Textilana - Nová Ruda jsou bezžlábkové), na některých úsecích má trať otevřený svršek. Ve všech úsecích je použito řetězovkové (zavěšované) trolejové vedení.
Výhybny jsou v některých zastávkách. Ve většině výhyben se jezdí vlevo, jelikož mají ostrovní nástupiště, několik výhyben má boční nástupiště a pravostranný provoz.
V úseku mezi zastávkami Liberec, Nová Ruda a Liberec, U Lomu je traťový spodek připraven pro zdvoukolejnění a přebudování na normální rozchod, na přejezdu u zastávky Nová Ruda jsou dokonce zabudované kolejnice pro oba rozchody.
Zajímavostí je také například poblíž zastávky Nový Svět použití ocelových tzv. Y pražců, které mají v blízkosti domů snižovat vibrace způsobované průjezdem tramvají.
V části délky vede trať po straně pozemní komunikace na přidruženém zemním tělese, zpravidla v úrovni vozovky – v některých úsecích podél důležité komunikace, v některých úsecích méně významnými uličkami. Z dopravního značení není zcela zřejmé, zda mají být tyto úseky považované za tramvajový pás, tedy za trať vedenou po pozemní komunikaci, nebo za samostatnou trať. Přejezdy a vyústění jiných komunikací jsou označeny nejrůznějšími způsoby: výstražnými kříži (často jen z jedné strany), přejezdovou signalizací pro železniční přejezdy, dvoubarevnou signalizací pro silniční vozidla (svítí buď červené světlo, nebo bliká žluté světlo), klasickým značením přednosti pro křižovatky (s nestandardními dodatkovými tabulkami tvaru křižovatky) i klasickou světelnou signalizací pro křižovatky pozemních komunikací. Na jednom z přechodů přes trať je použita nestandardní signalizace, na níž buď svítí červený symbol chodce, nebo bliká žlutý signál chodce.
U zastávky Lékárna se až do roku 1972 tramvajová trať křížila s železniční vlečkou.

### Popis vedení
Trať z libereckého terminálu Fügnerova, který je napojen na městskou trať, vede krátce po ulici Malá Moskevská, překříží ulice Lipová a Na Pláni. Krátkým úsekem samostatné trati pokračuje do úzké obslužné uličky Mlýnská (v níž má stejnojmennou zastávku). Z ní se pak připojí na východní stranu hlavní silniční komunikace, která zde nese nejprve název Na Bídě, u jejího konce u dnes již zbořené Textilany má zastávku Textilana s výhybnou.

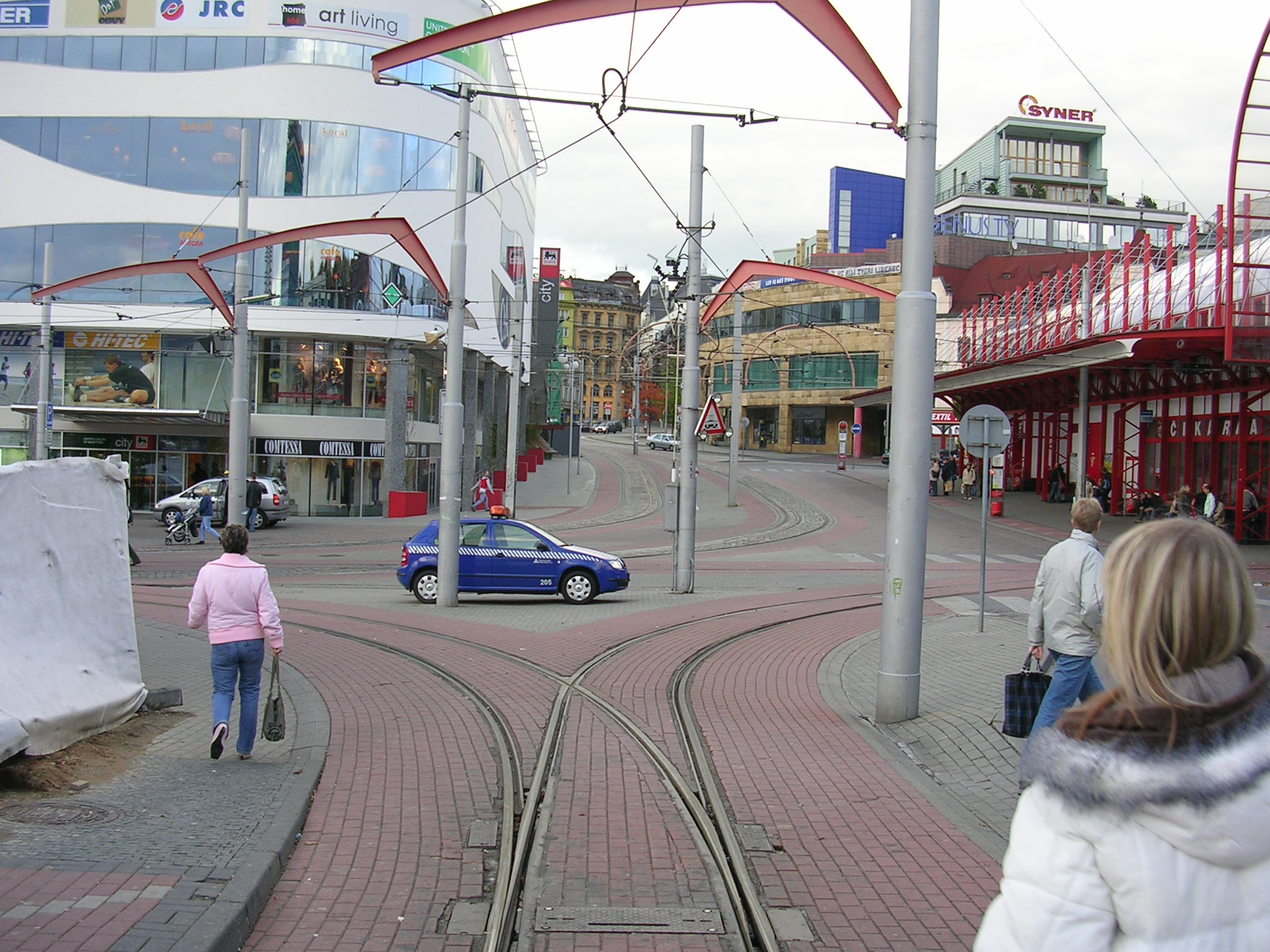
Napojení úzkorozchodné smyčky na městskou trať u terminálu Fügnerova.
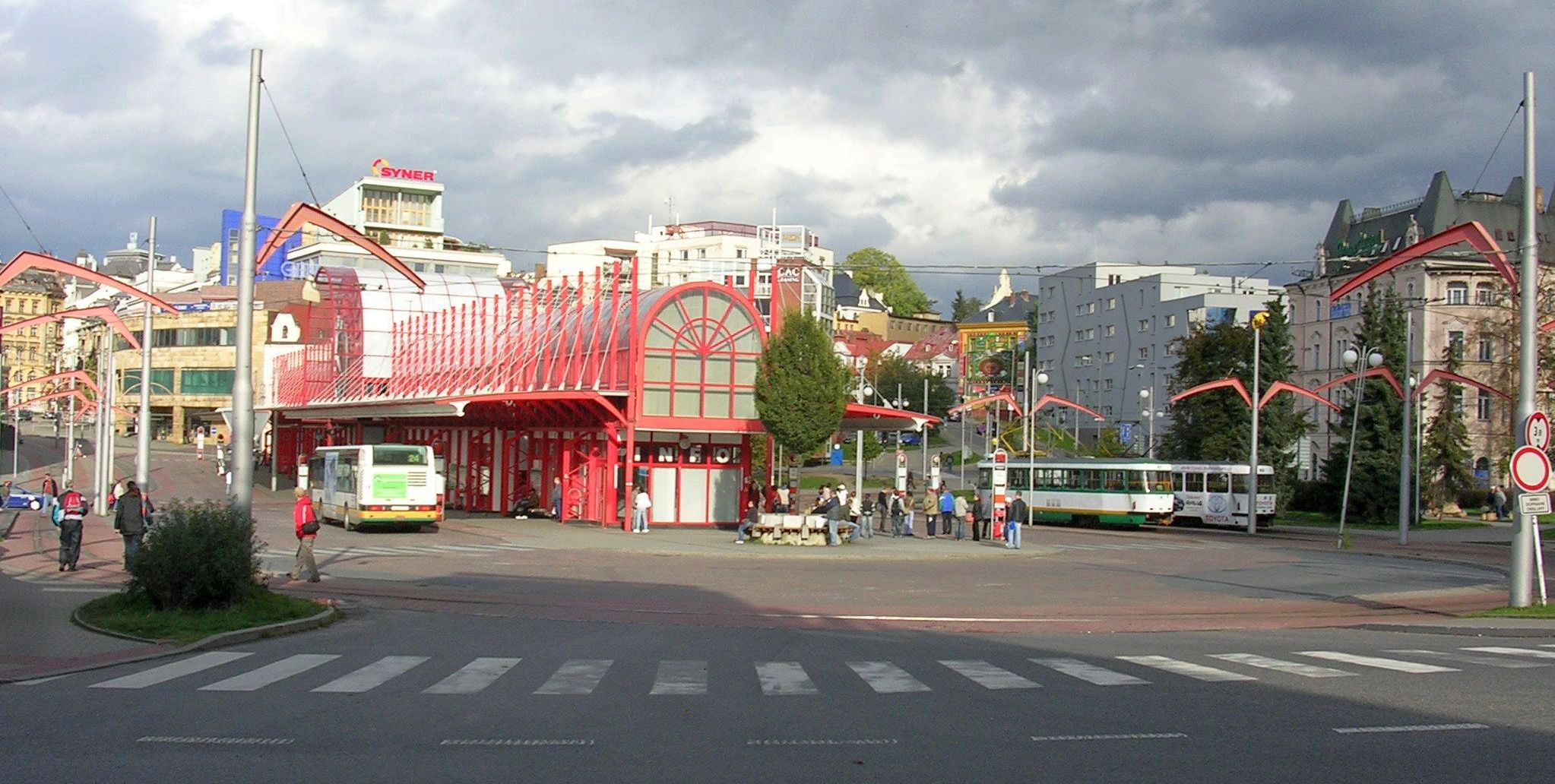
Terminál Fügnerova.
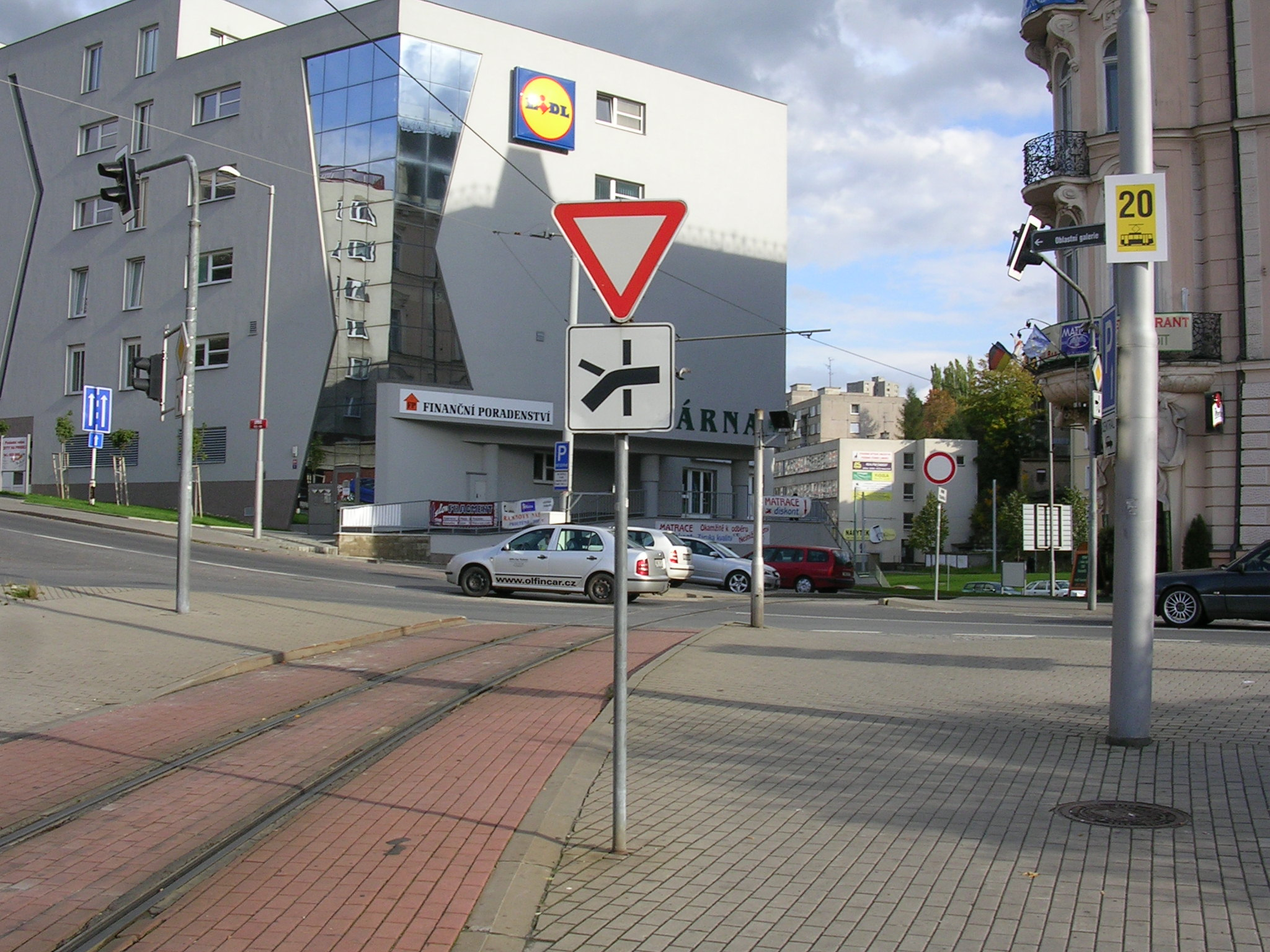
Přejezd přes Lipovou ulici.
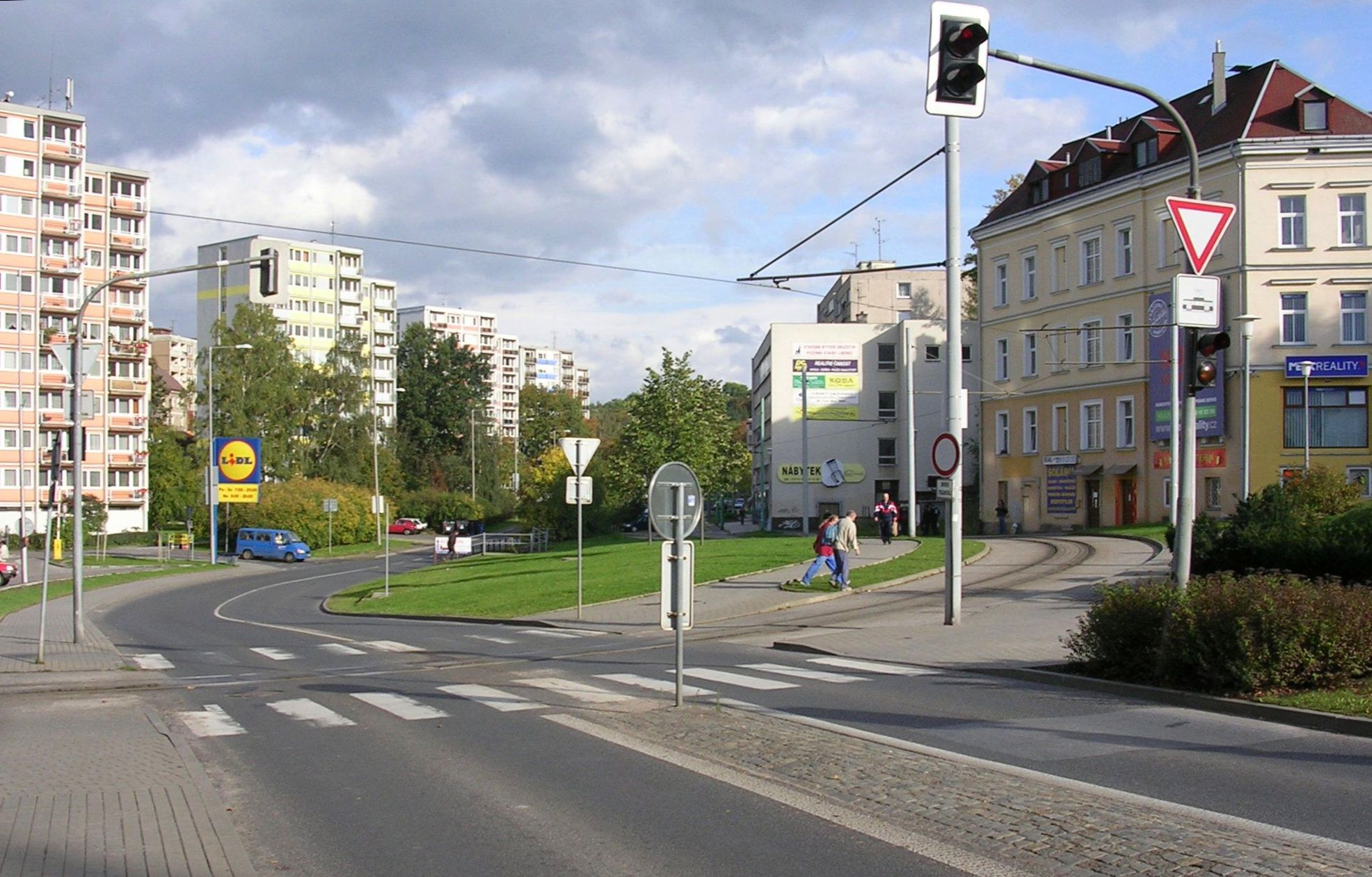
Přejezd přes ulici Na Bídě.
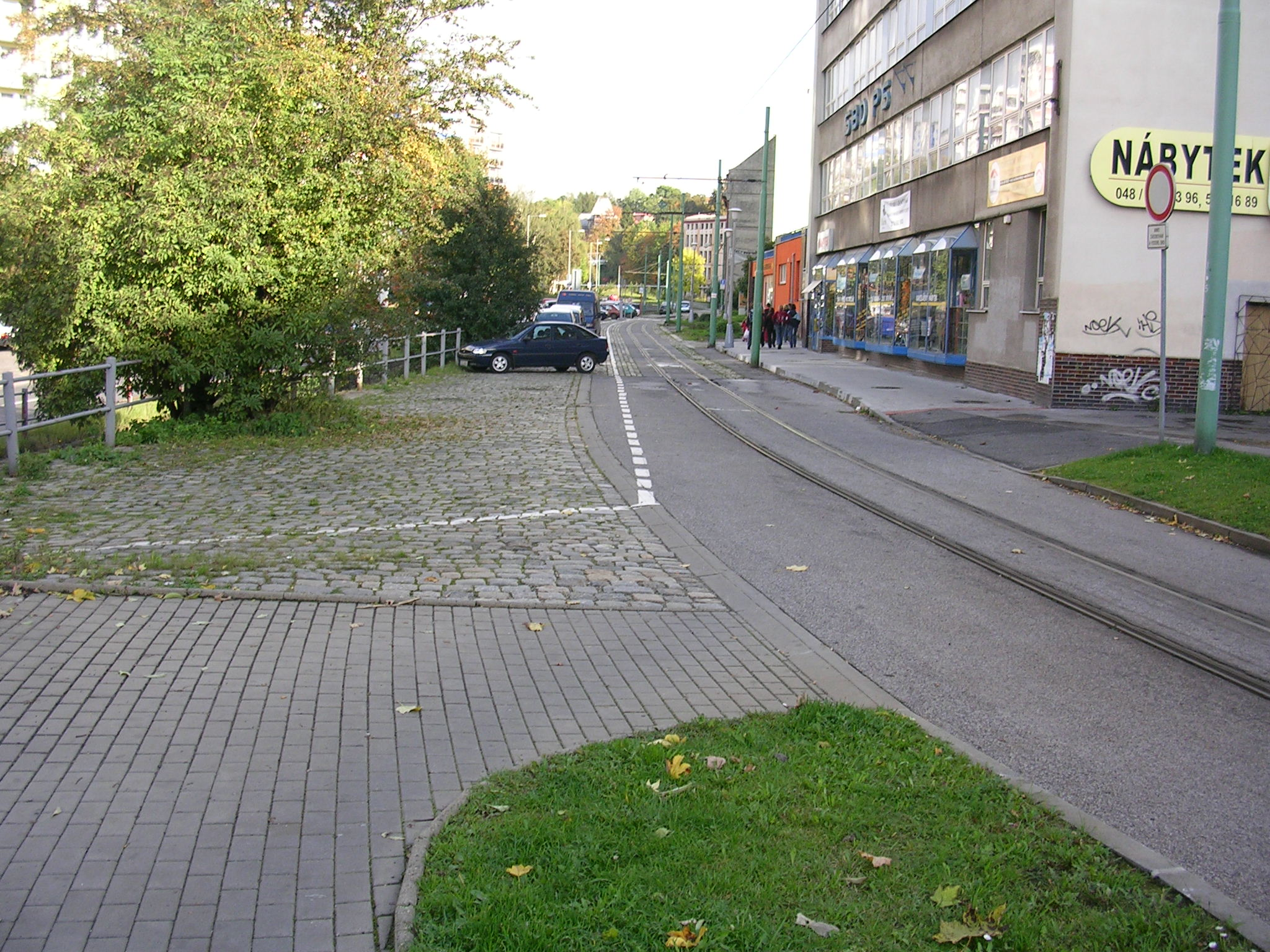
Mlýnská ulice.
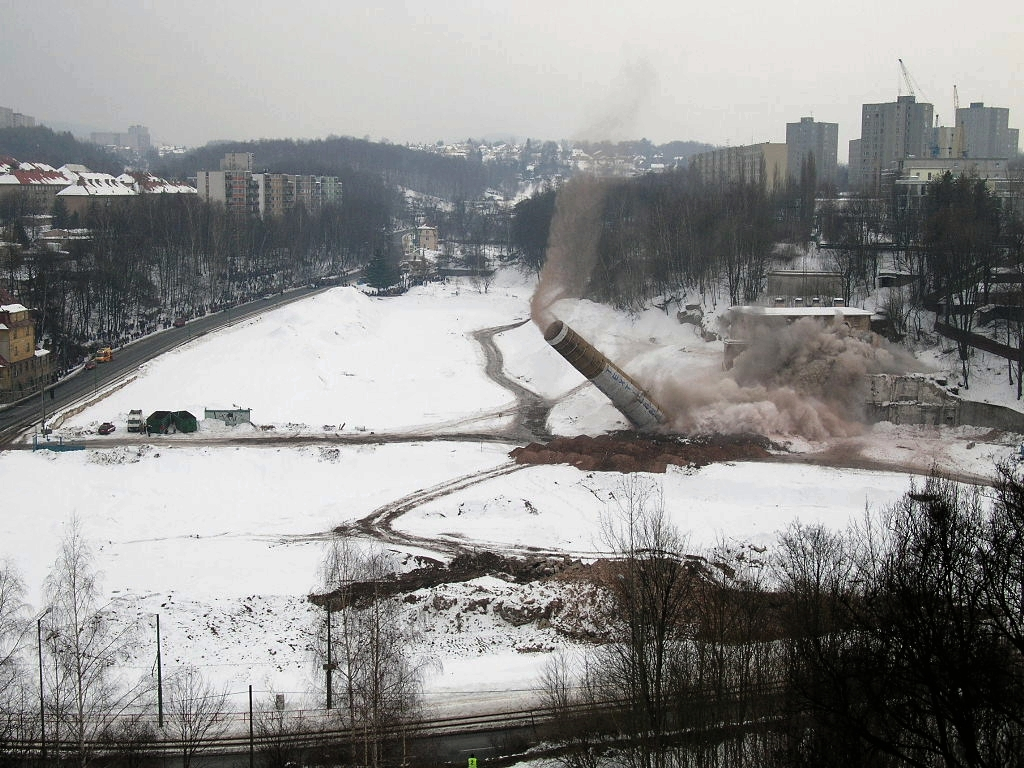
Trať kolem zrušené továrny Textilana. Snímek pořízený během odstřelu komína.
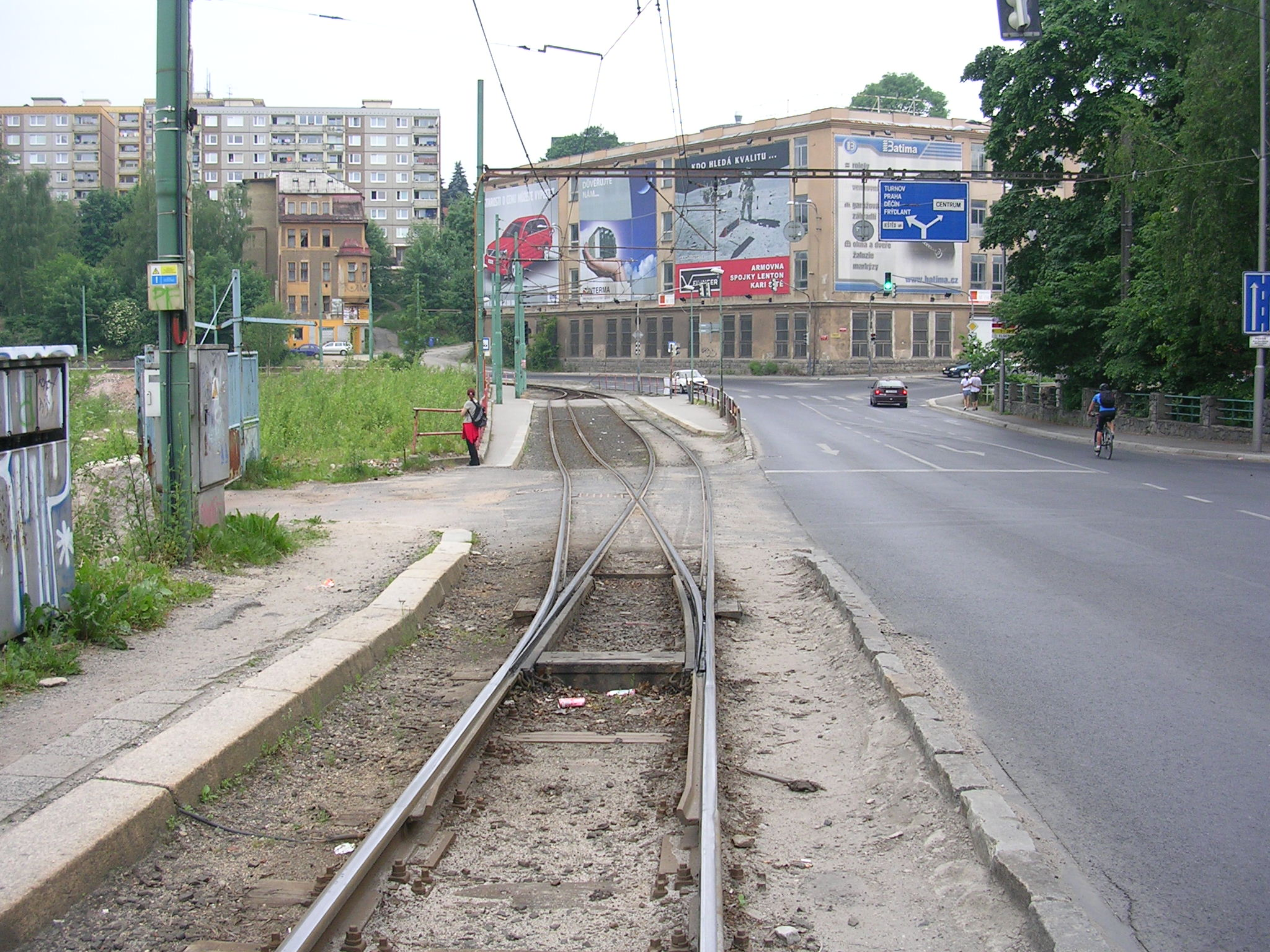
bývalá výhybna Textilana

Dále trať pokračuje po jižní straně ulice Jablonecké až k zastávce U Lomu. Následující stoupající úsek samostatné tratě je již stavebně připraven pro zdvoukolejnění, i proto je následující zastávka s výhybnou Nová Ruda uspořádána pro pravostranný provoz.

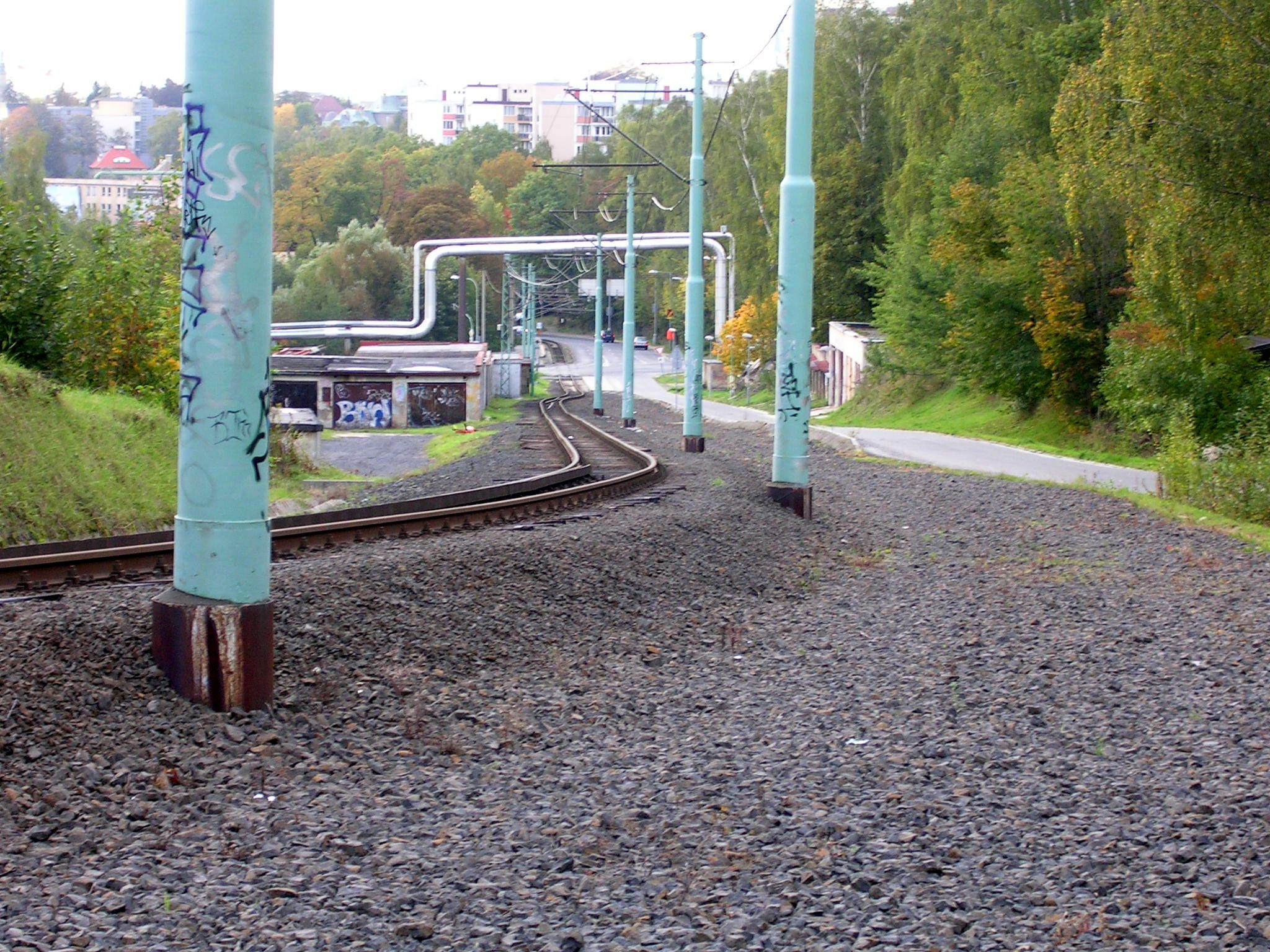
Pohled shora na zastávku U Lomu.
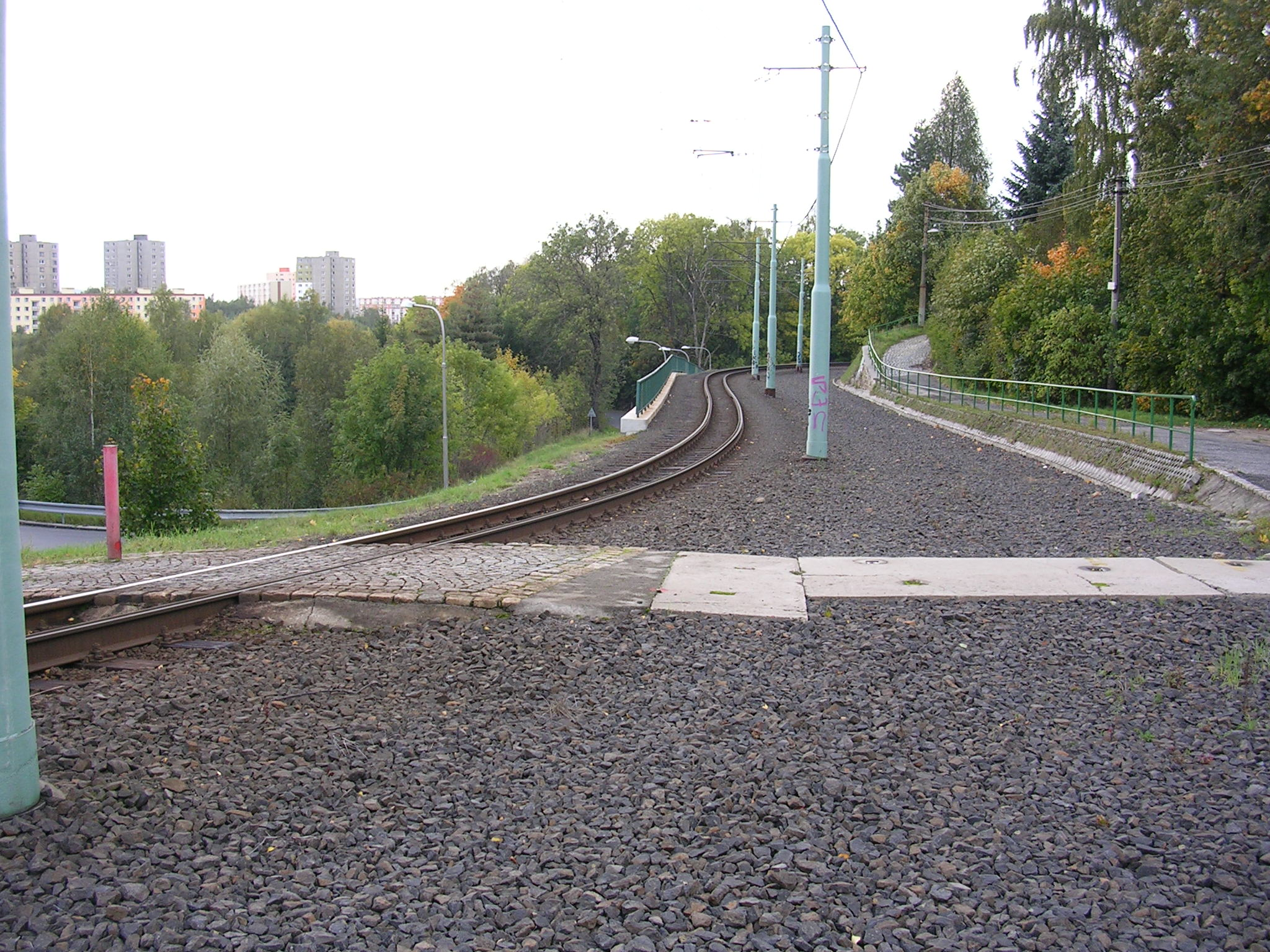
Pod zastávkou Nová Ruda.
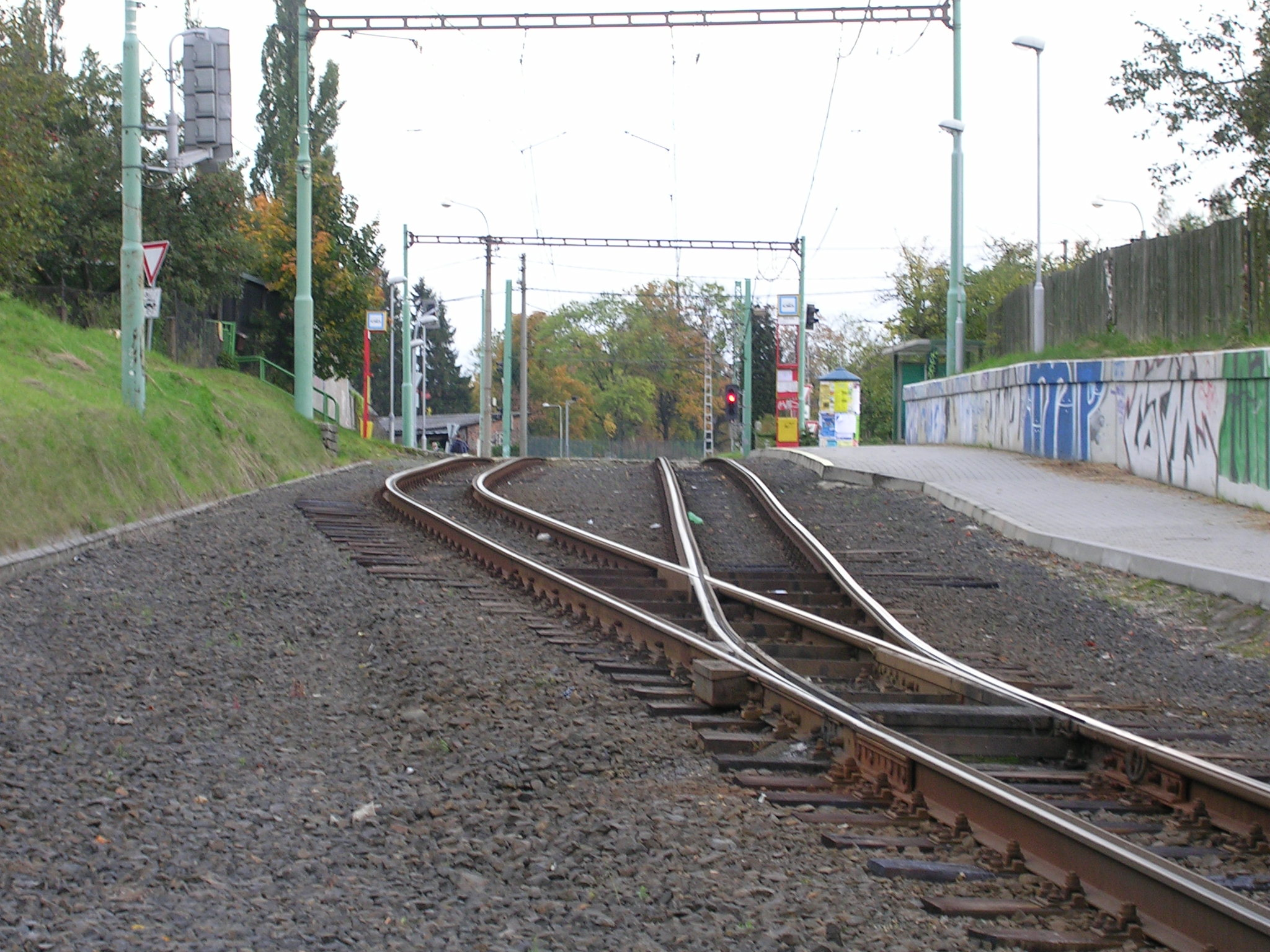
Příjezd k zastávce Nová Ruda.

Za zastávkou Nová Ruda překoná trať dva železniční přejezdy (jeden přes hlavní, Jabloneckou či Tanvaldskou ulici, a druhý přes místní Východní ulici) a samostatnou tratí přes louku pokračuje k zastávce Ústav sociální péče. Dále pokračuje podél ulice U sila, zde nadjezdem překonává nový tunel s budovanou silnicí I/14, a dále prudkým klesáním, tentokrát již přímo po jihozápadním okraji ulice U Sila, se přes jednosměrnou zastávku Pivovar dostává do výhybny Lékárna.

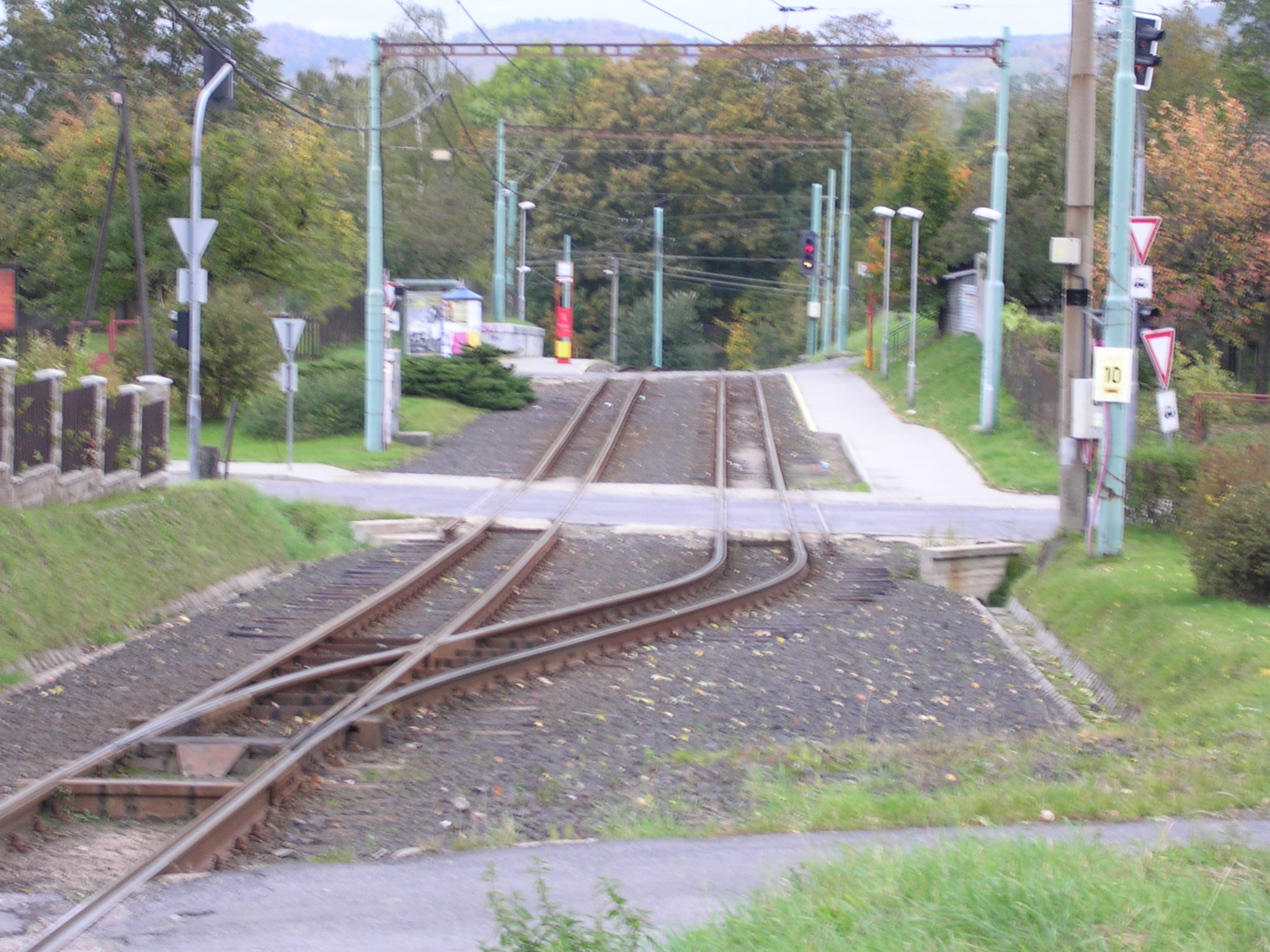
bývalá zastávka Nová Ruda.
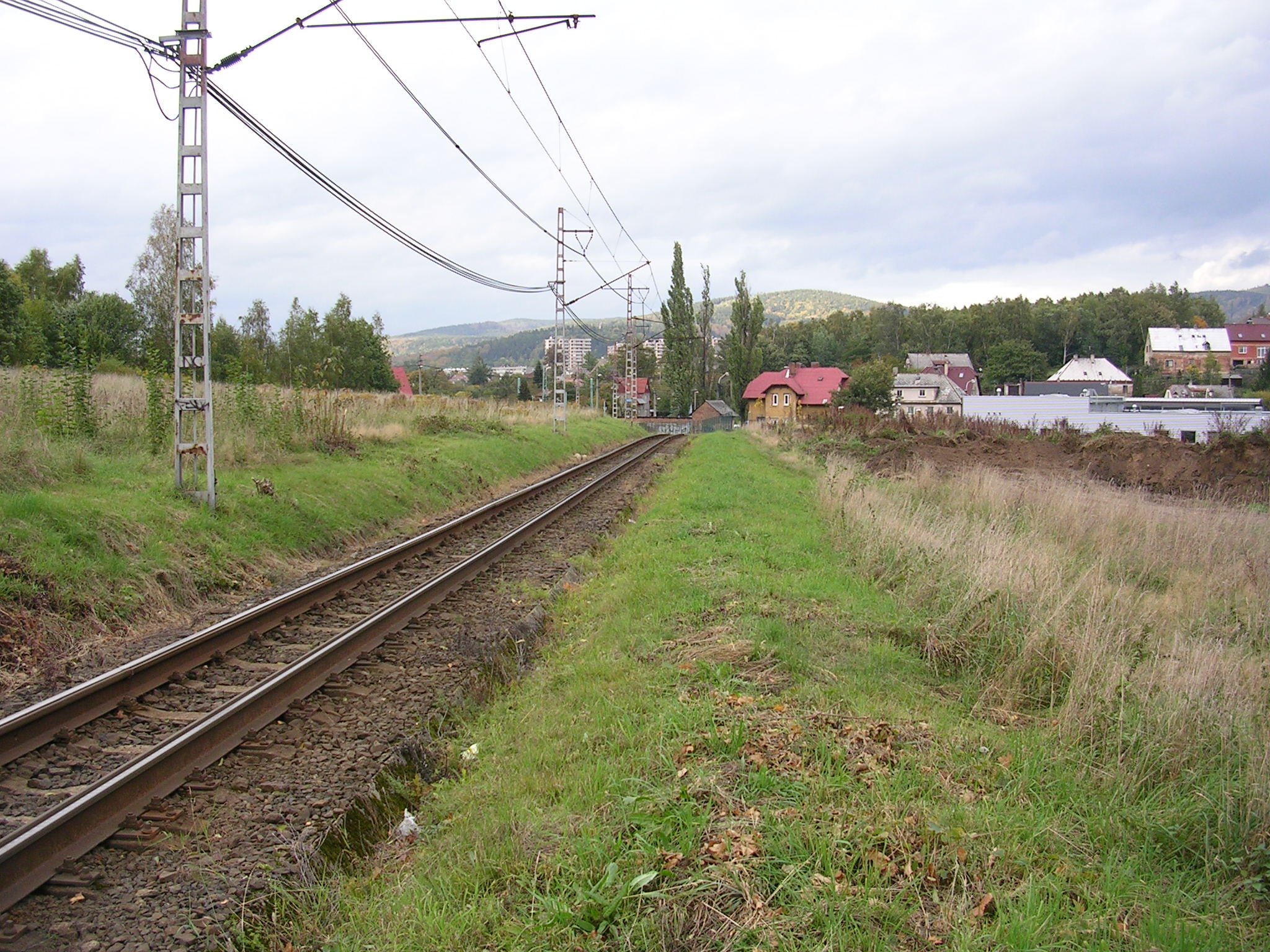
Pohled od zastávky Sídliště Nové Vratislavice k zastávce Nová Ruda.
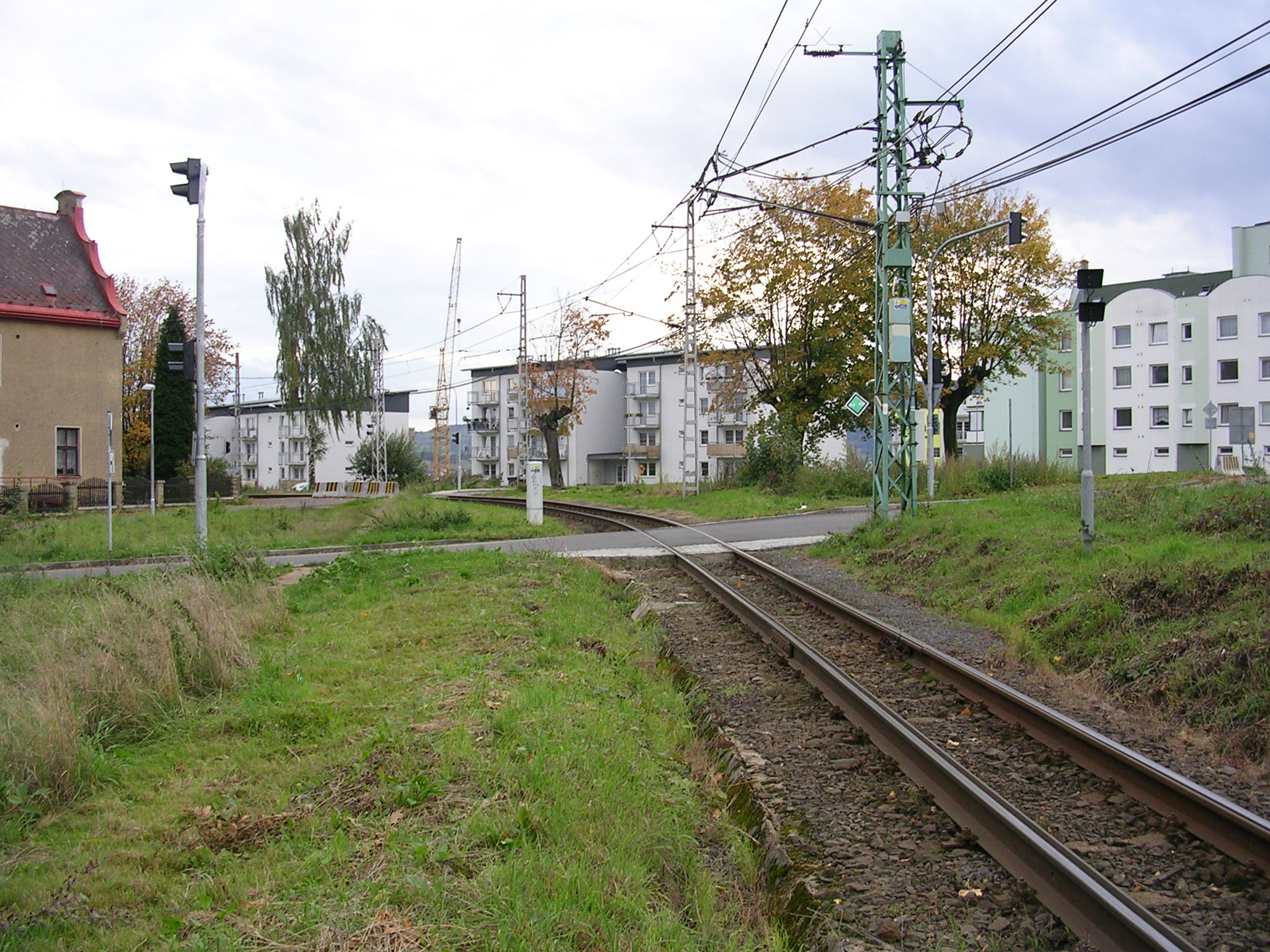
Přejezdy před zastávkou Sídliště Nové Vratislavice, vpravo zástavba v Zeleném údolí.
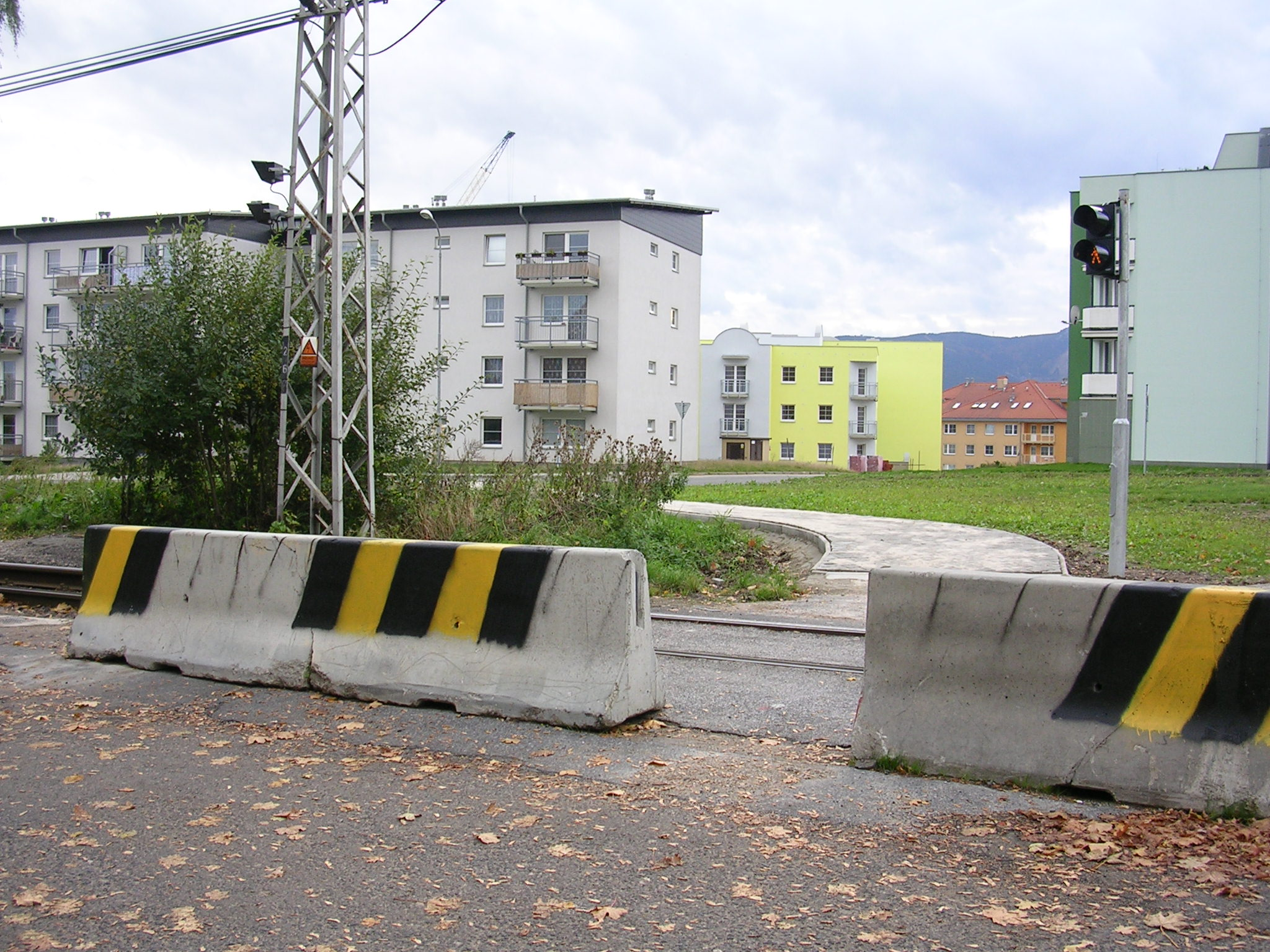
Přechod přes trať u zastávky Sídliště Nové Vratislavice
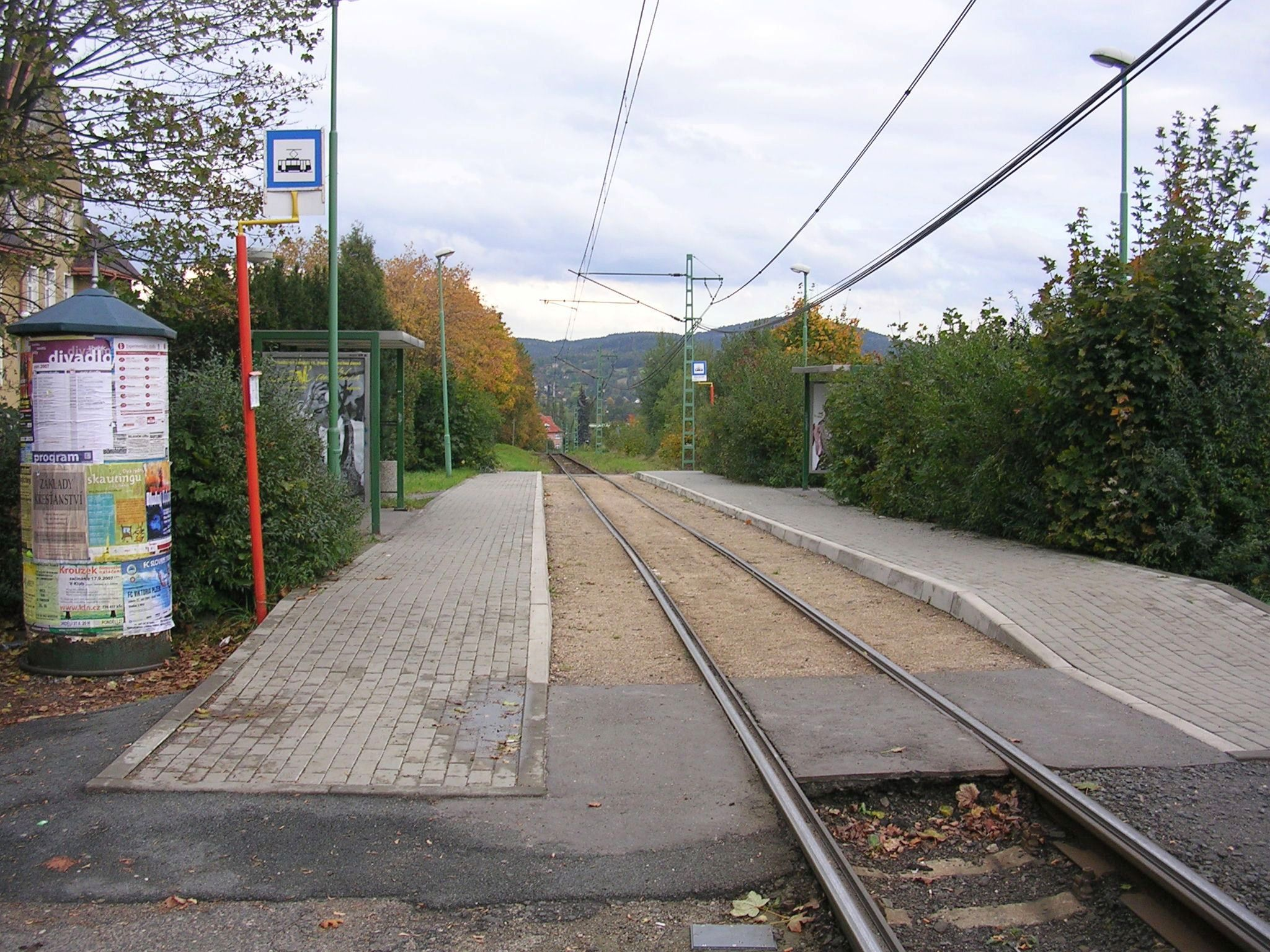
Bývalá zastávka Ústav sociální péče (dnes Sídliště Nové Vratislavice) Před rekonstrukcí
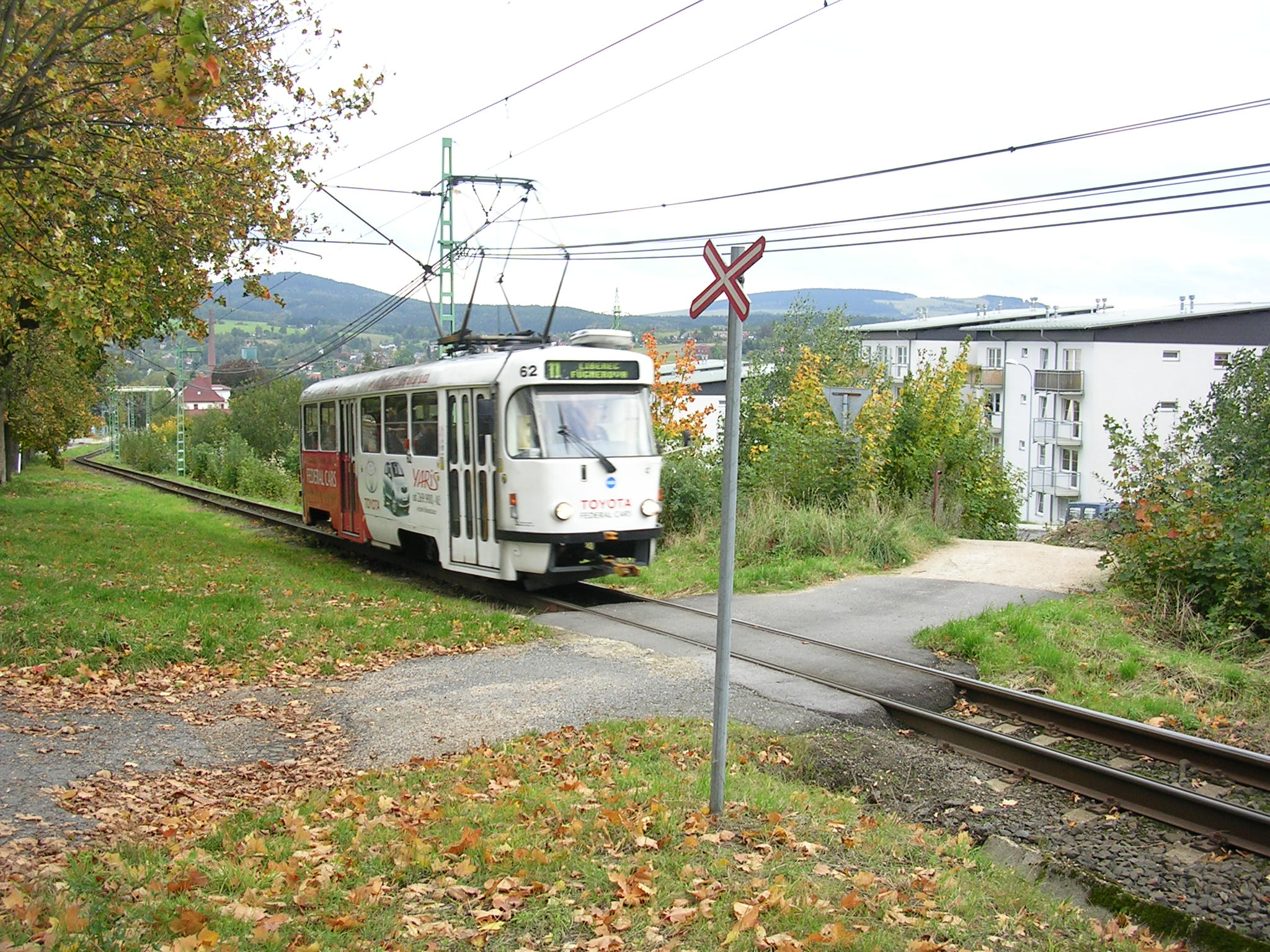
Nechráněný přejezd.
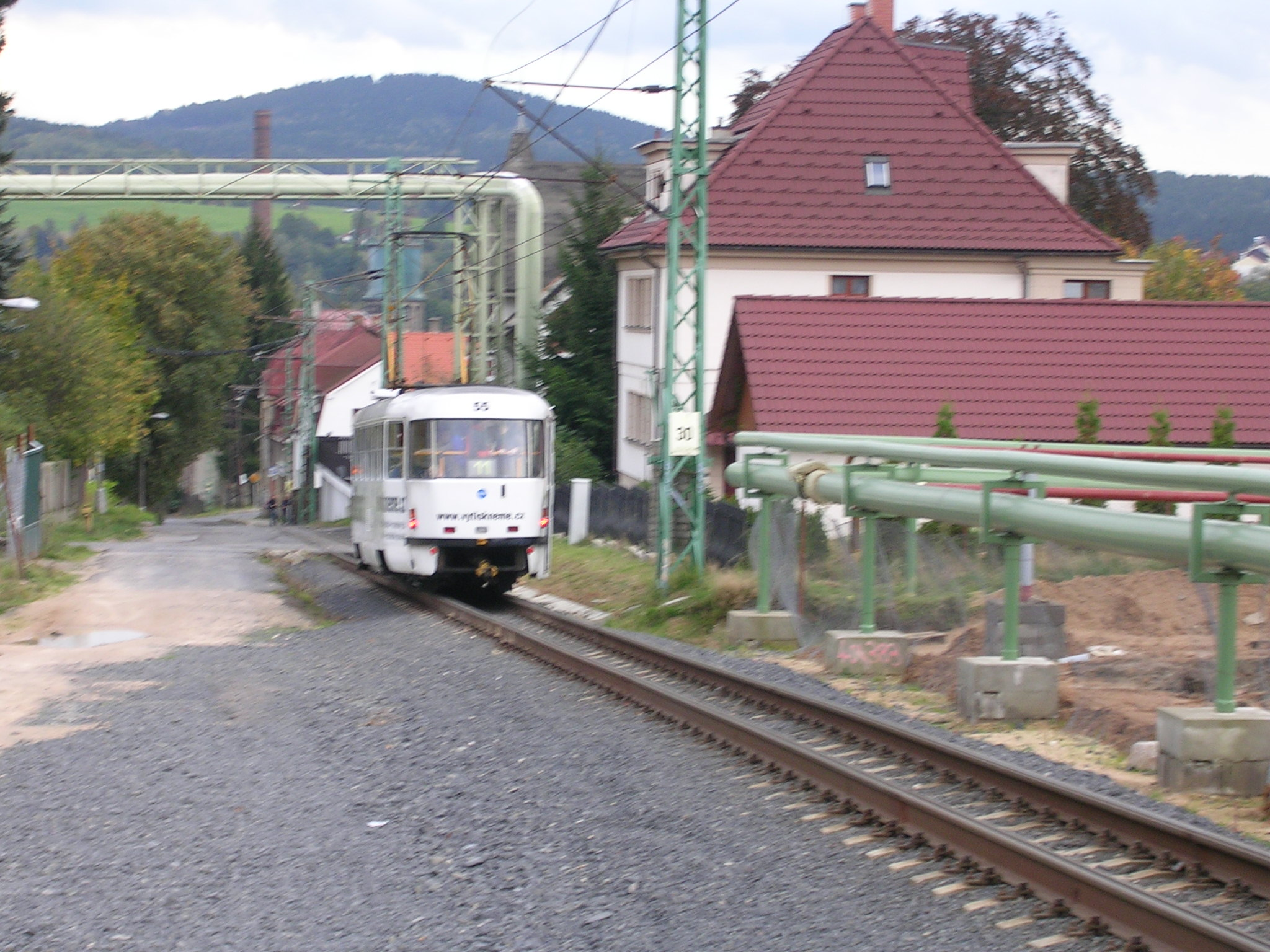
Příjezd k zastávce Pivovarská
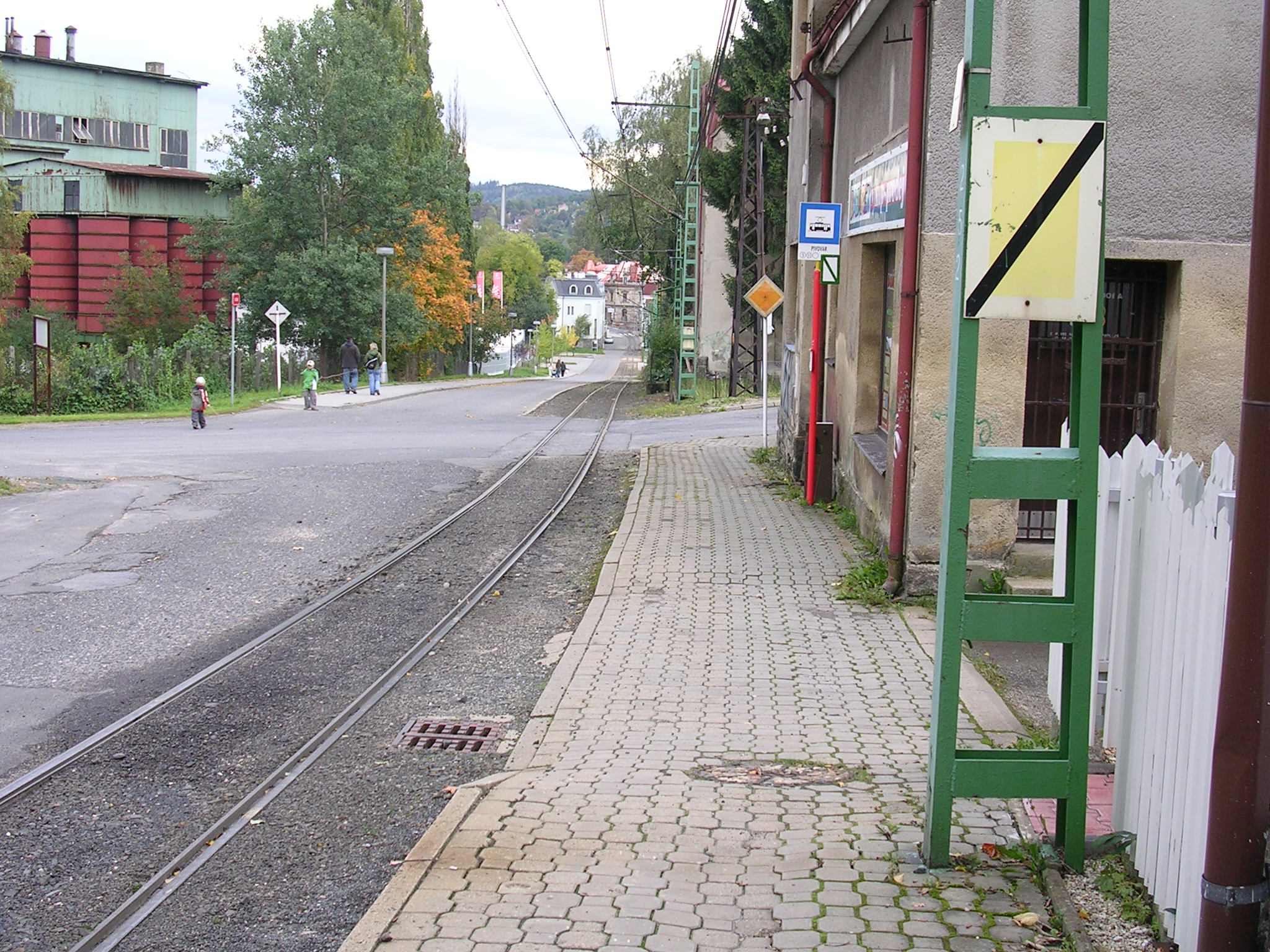
Zastávka Pivovarská, ulice U Sila.

Z výhybny Lékárna se jako samostatná větev připojuje do světelně řízené křižovatky významných ulic Tanvaldská a Rochlická. Po jižním okraji páteřní Tanvaldské ulice projíždí celé Vratislavice přes zastávku Vratislavice nad Nisou kostel. Před následující zastávkou ve vratislavické výhybně odbočuje doprava kolej do smyčky.

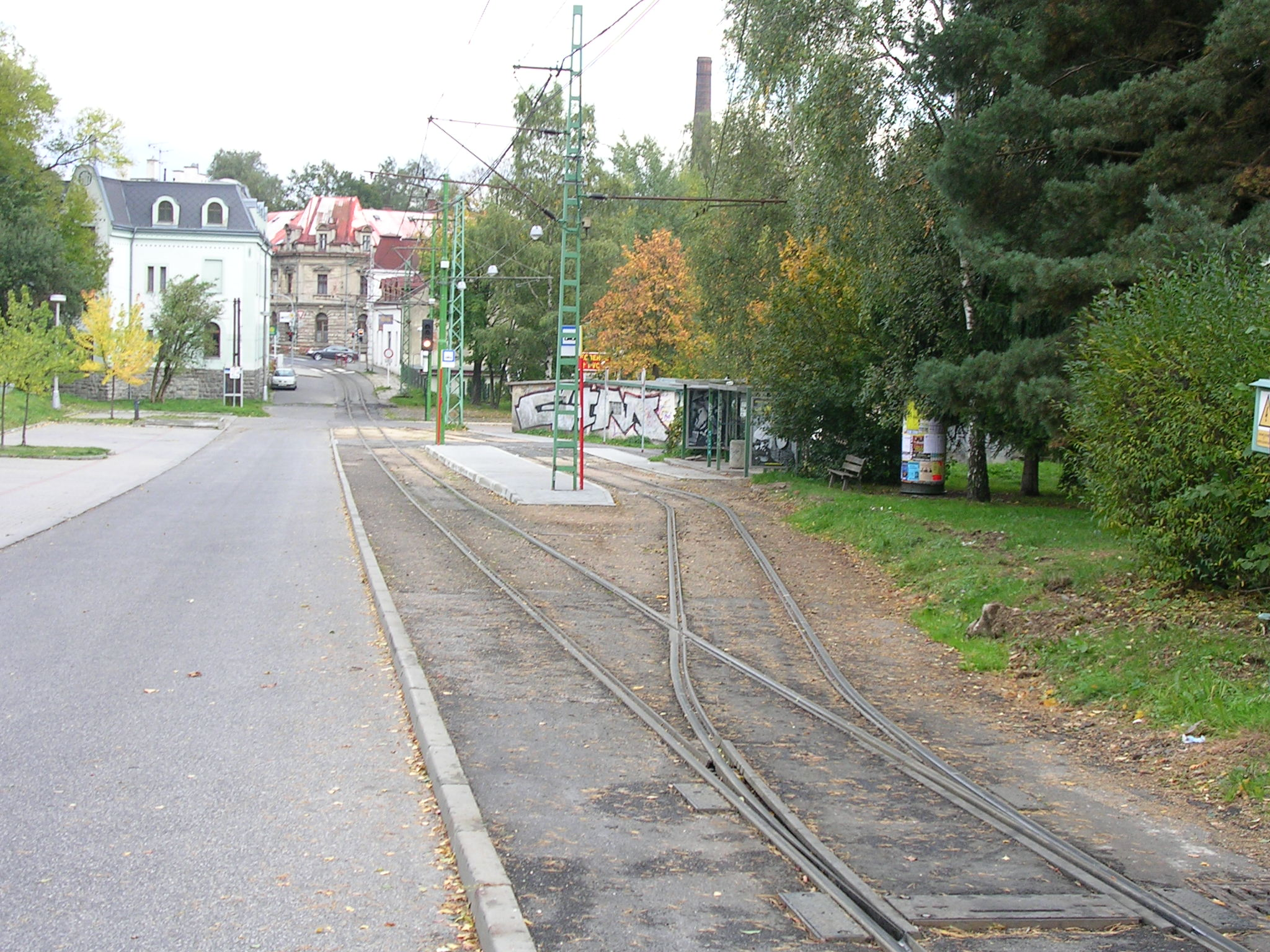
Zastávka Liberec, Lékárna.
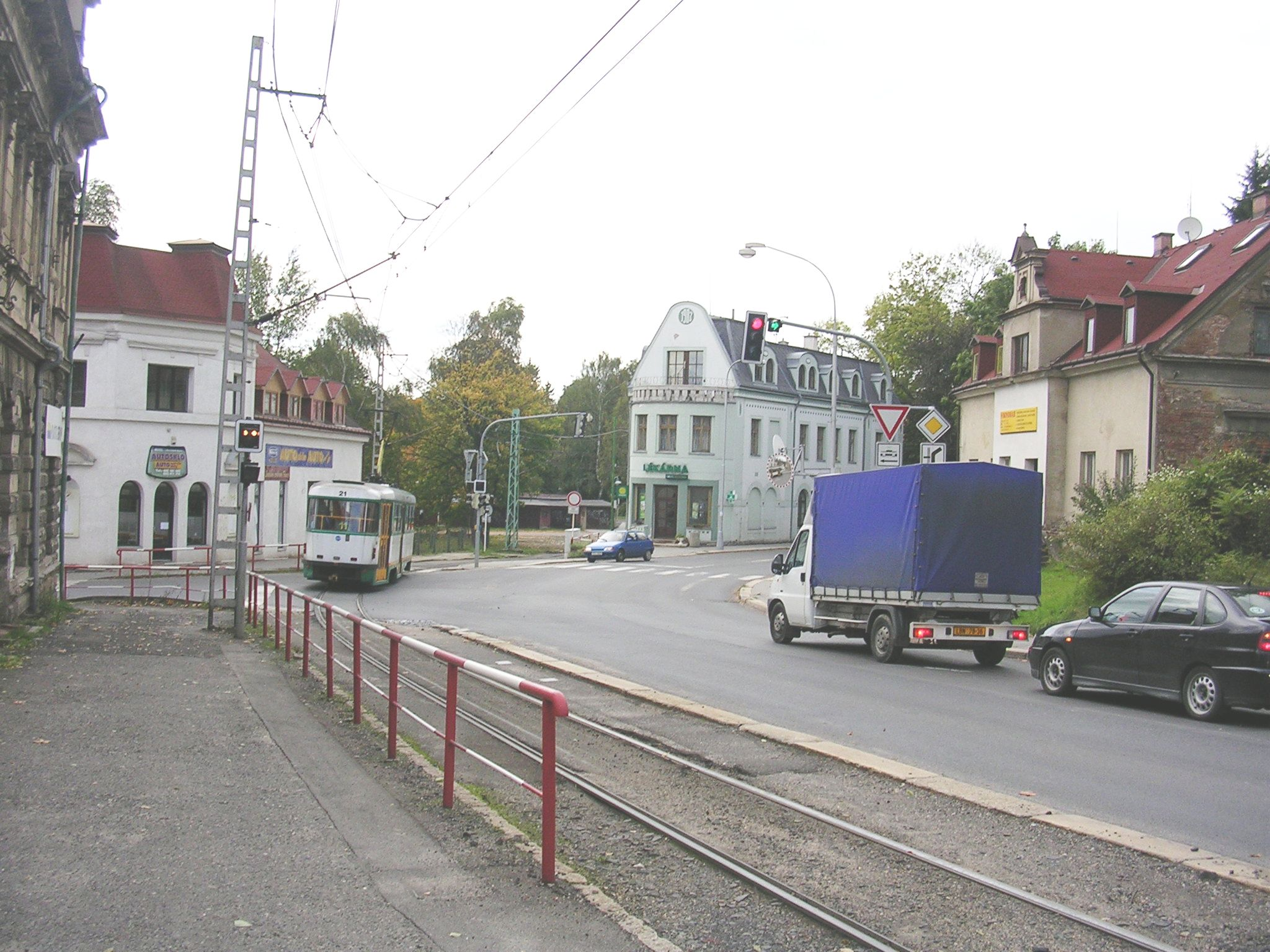
Křižovatka s Rochlickou ulicí. V pozadí vlastní lékárna.
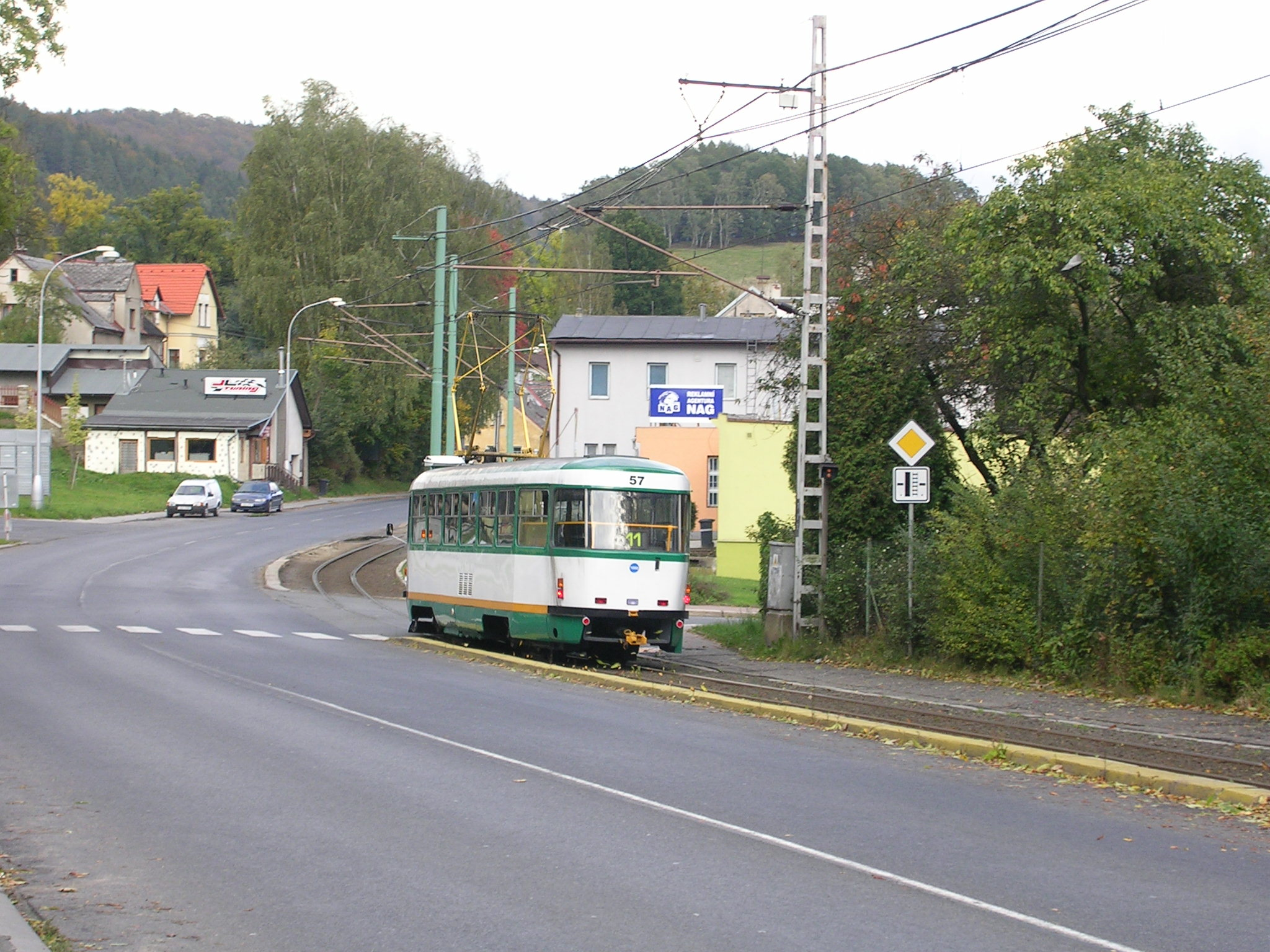
Vratislavice, přejezd Dlouhomostecké ulice.
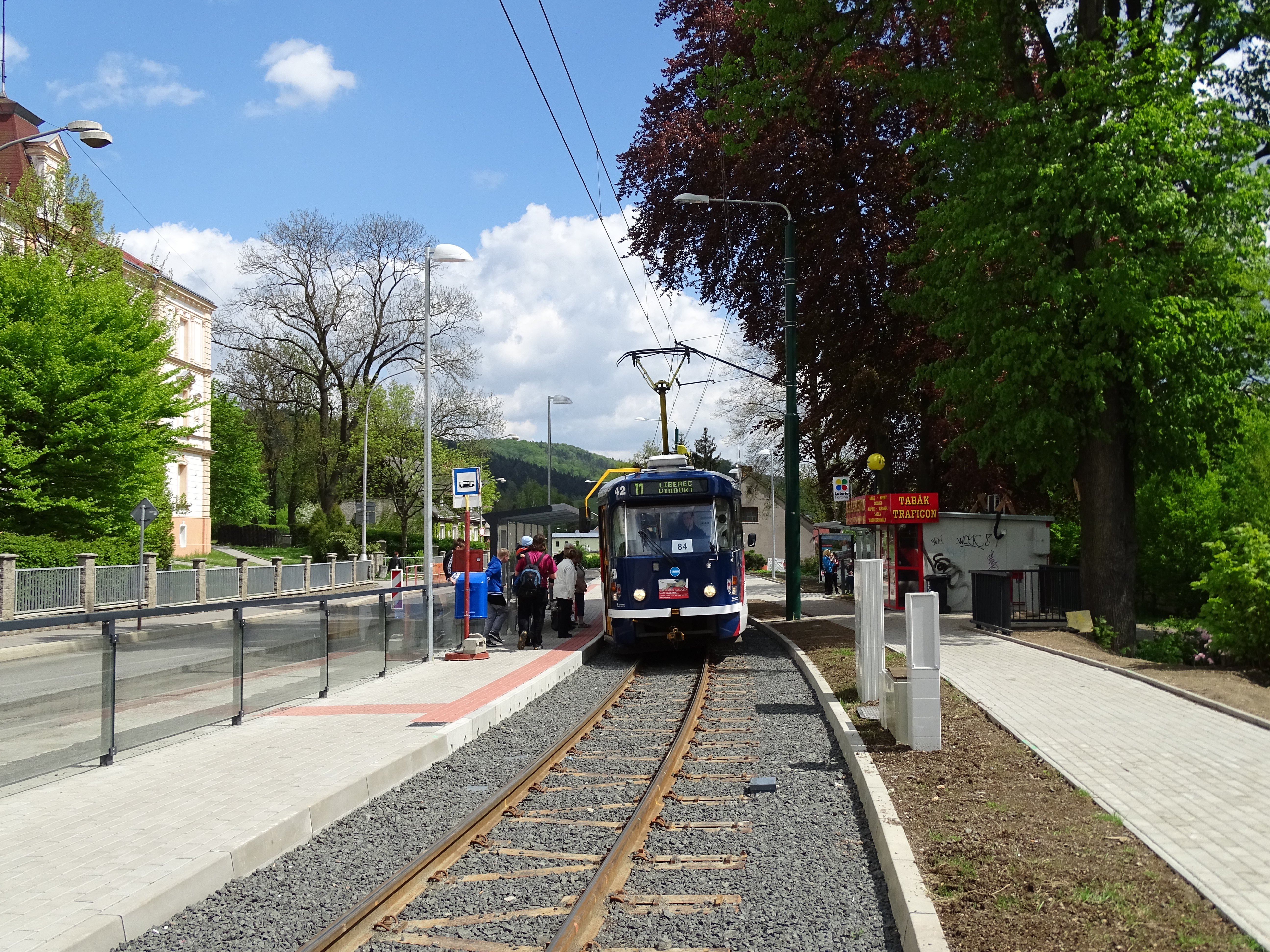
Vratislavice, kostel.
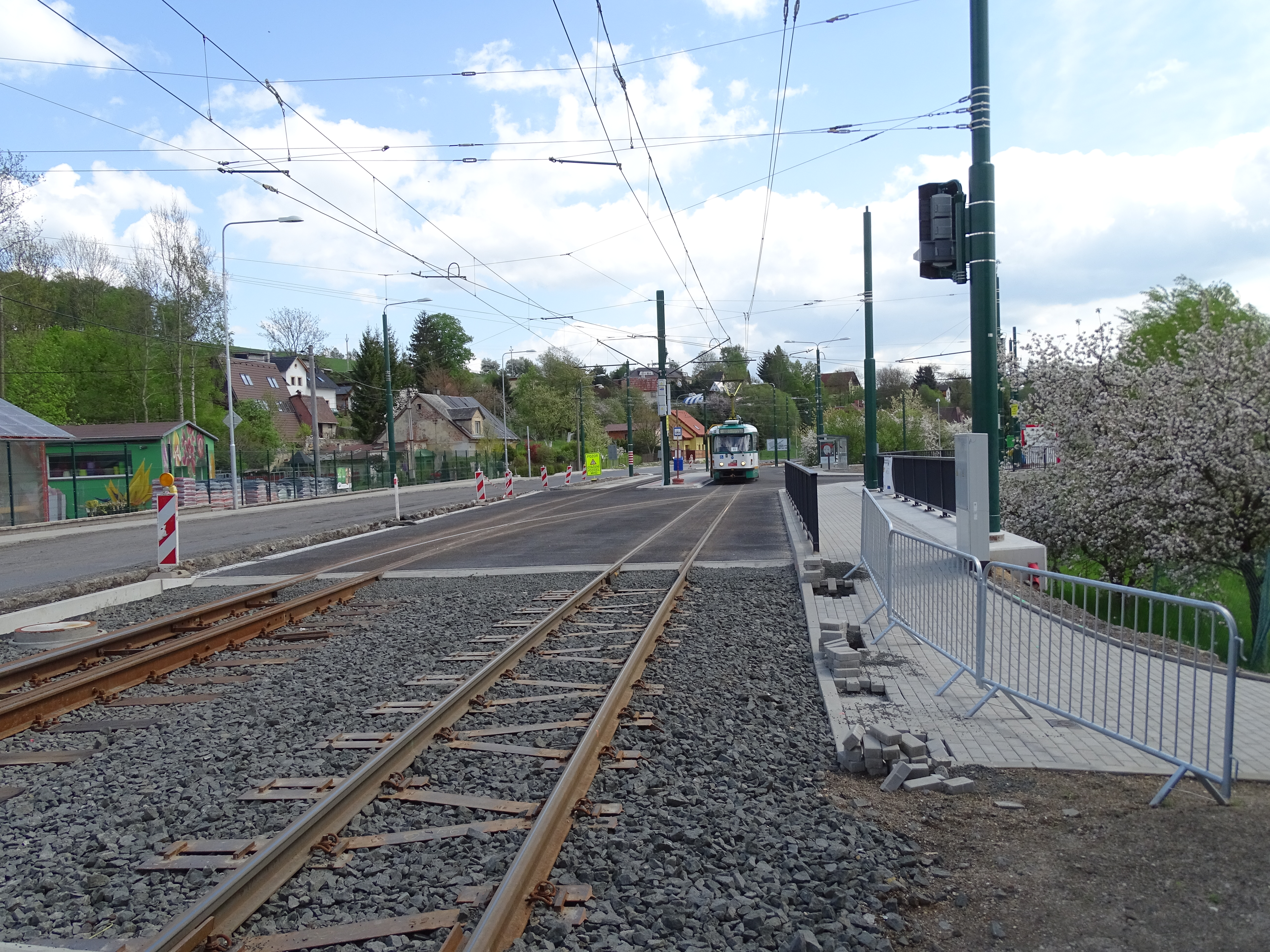
Výhybna a smyčka Vratislavice.

Dále trať pokračuje stále jižně od Tanvaldské ulice, ale před zastávkou Kyselka se již začíná od ní vzdalovat, za ní pak přechází na druhý břeh Lužické Nisy a přibližuje se k železniční trati. Prosečí prochází převážně po samostatném tělese nebo úzkou místní uličkou (U Šamotky, Za Říčkou) přes zastávku Proseč, škola (výhybna), Proseč, pošta (výhybna), Proseč, výhybna (výhybna), Nový Svět (bez výhybny) až do zastávky Zelené údolí (výhybna). V těchto místech i hlavní údolní silnice, tentokrát již s názvem Liberecká, přechází říčku a přibližuje se k tramvajové trati.

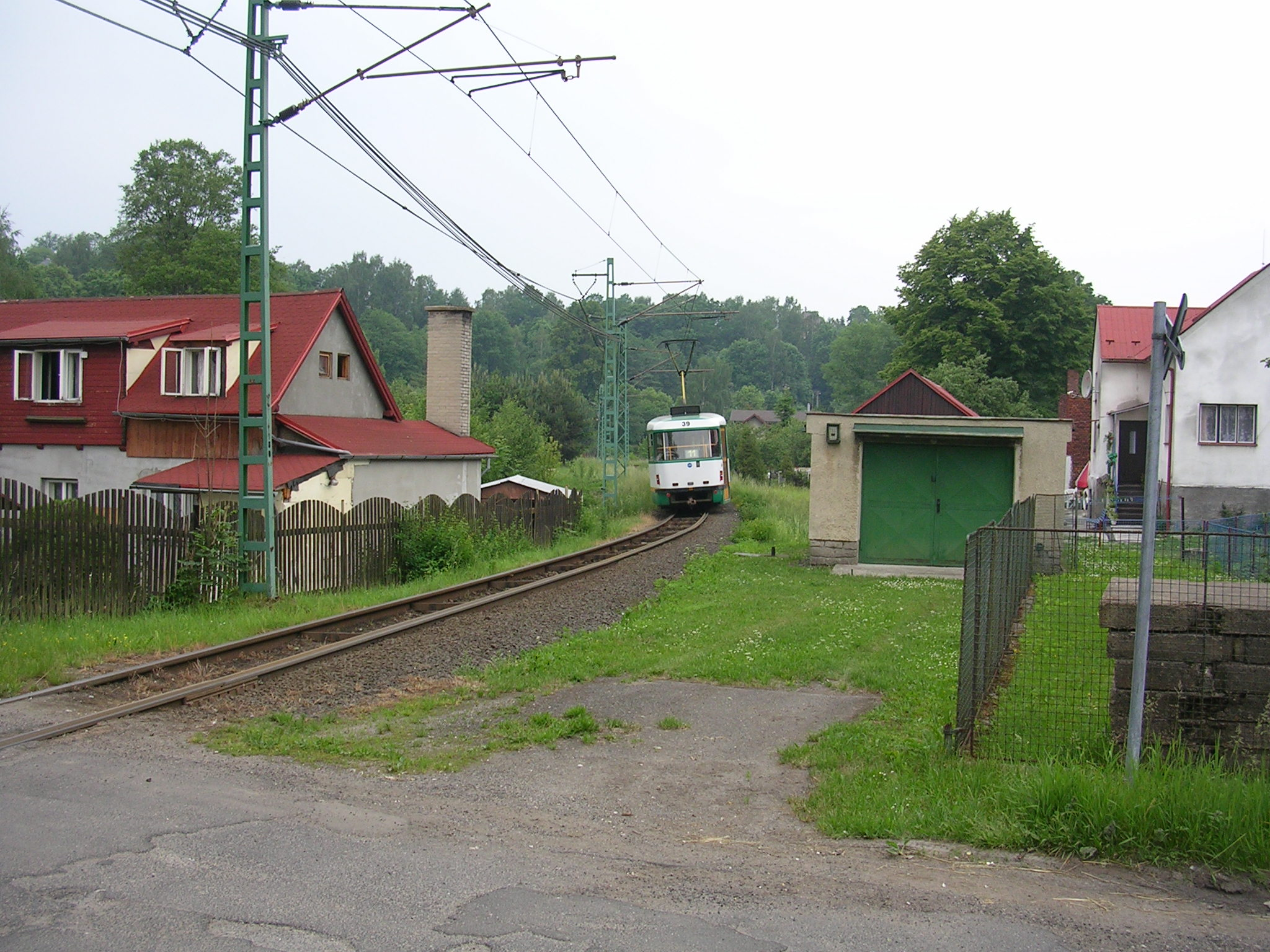
Trať od zastávky Kyselka k Vratislavicím
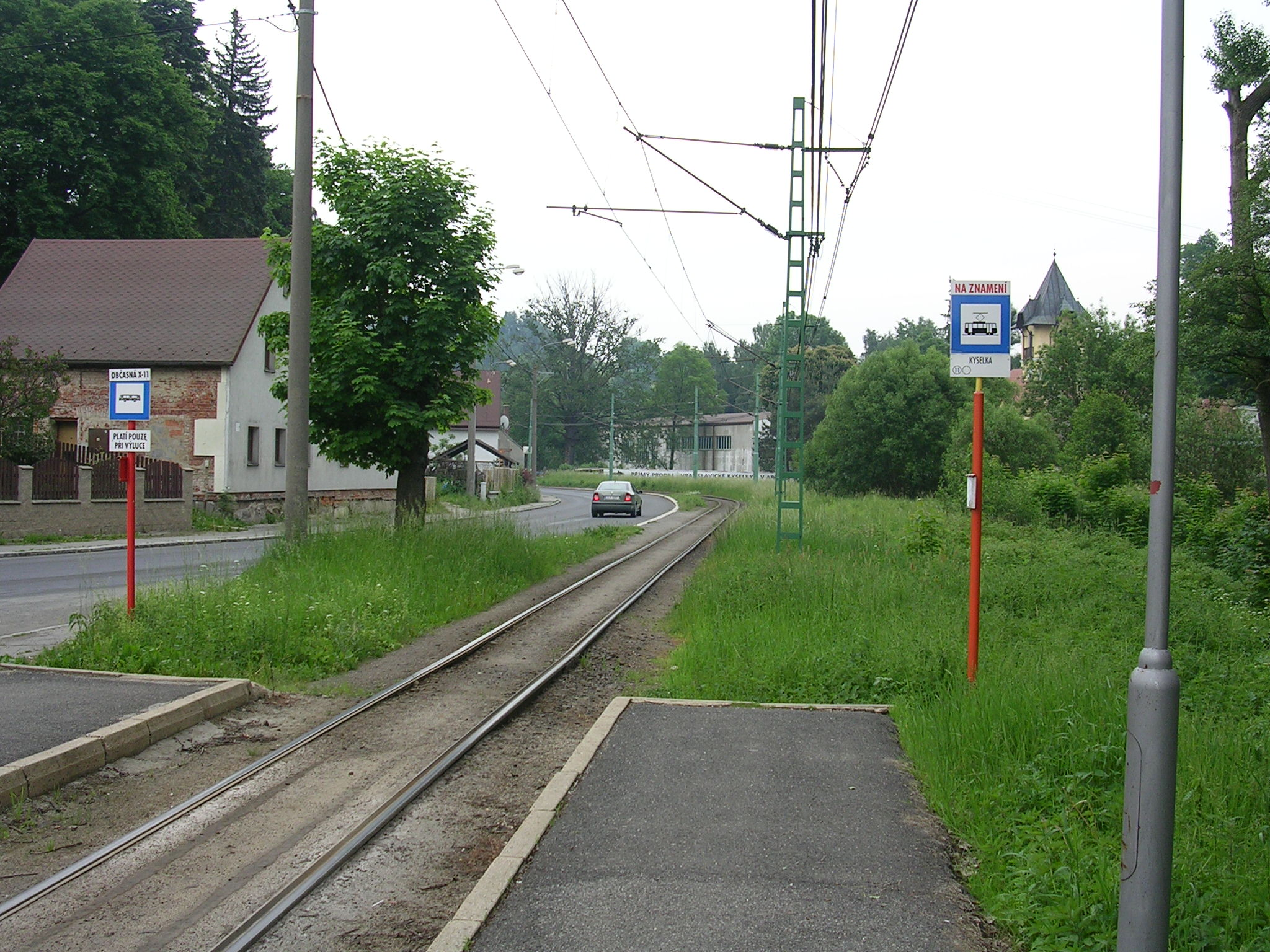
Zastávka Kyselka.
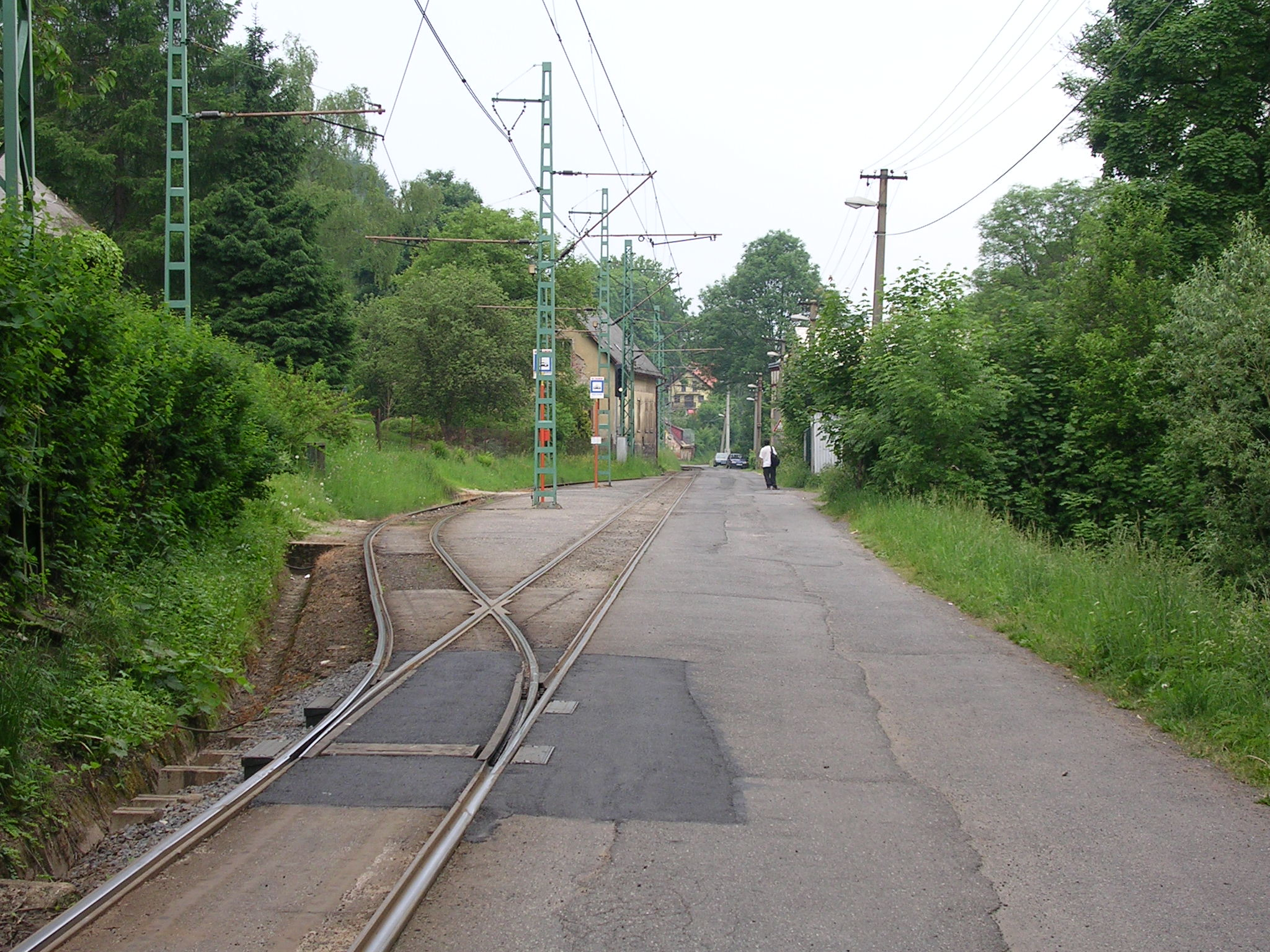
Zastávka Proseč, výhybna.
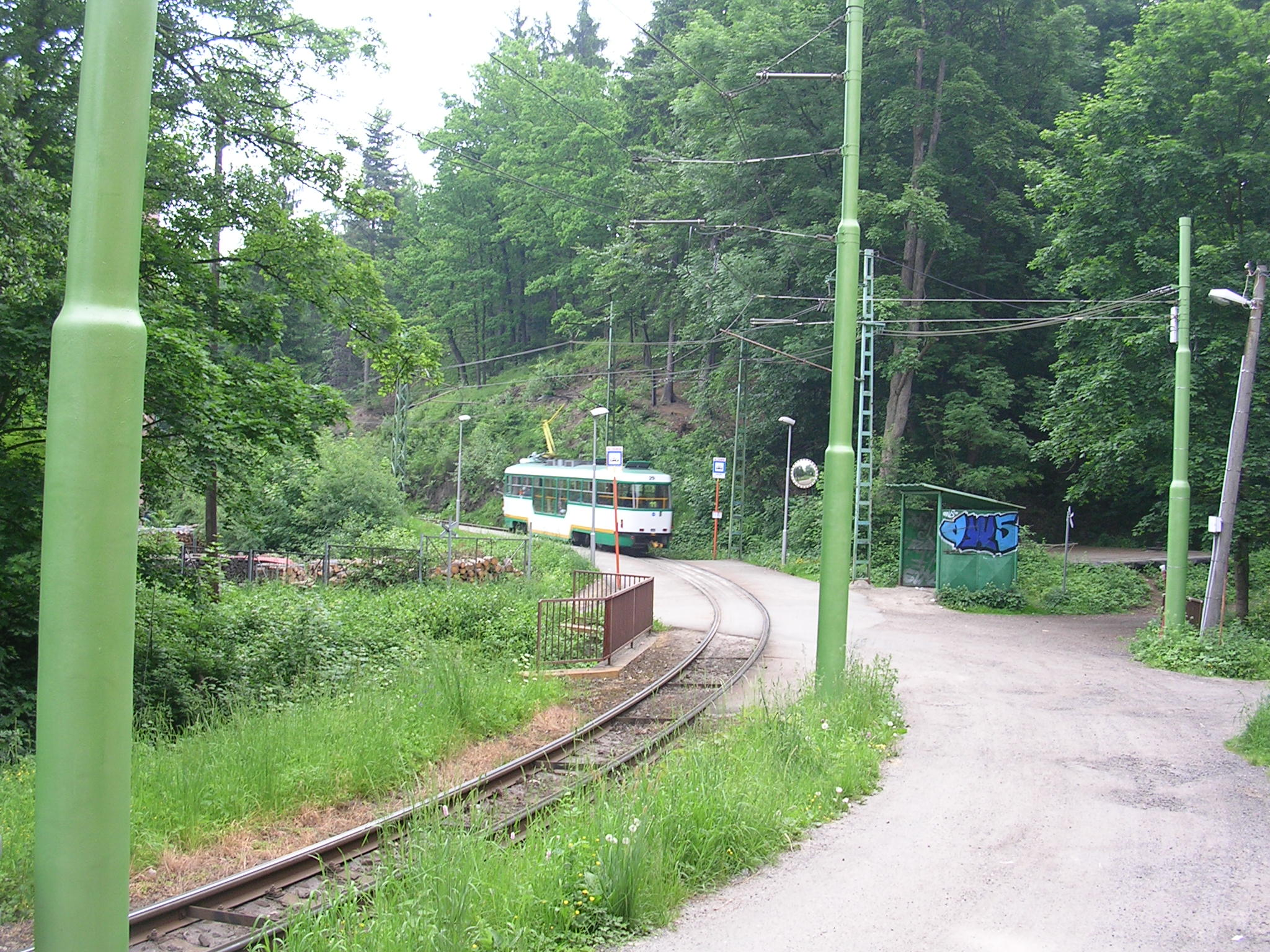
Zastávka Nový Svět.
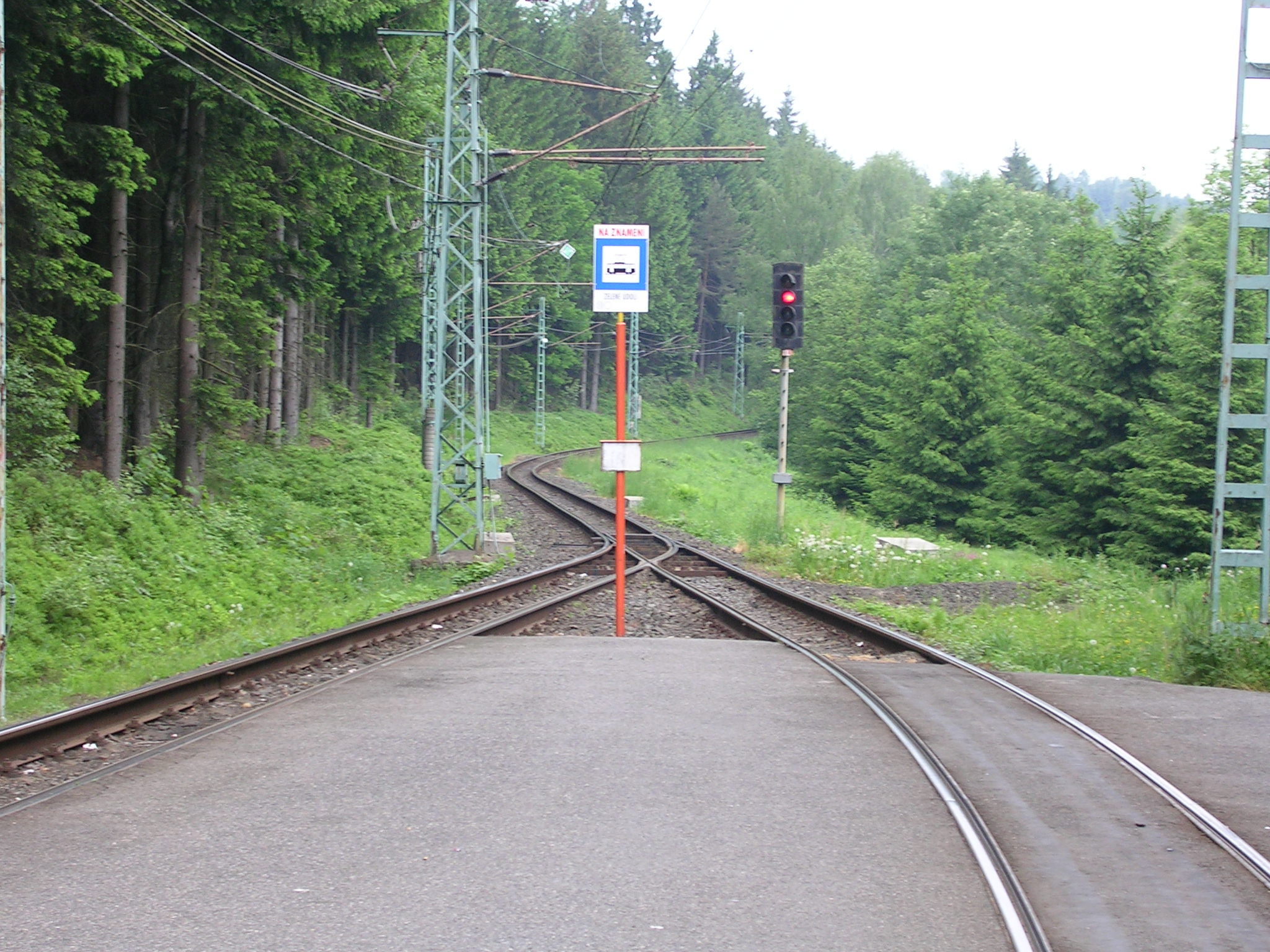
Zastávka Zelené údolí a trať směrem k zastávce Nový Svět.

Z výhybny Zelené Údolí se trať ještě naposledy vzdálí od silnice, prochází přes lesní úsek do zastávky Jablonec, Měnírna ve skalním zářezu, a poté se již drží jižního okraje Liberecké ulice až téměř ke konečné – bez zastávky těsně pod nádražní budovou Jablonec nad Nisou dolní nádraží, prochází ostrovní výhybnou se zastávkou Brandl (u vyústění Plynární ulice), pak ještě zastávkou Liberecká (za ní Liberecká ulice mění název na Budovatelskou) a pak prudkou zatáčkou doprava do smyčky Tyršovy sady.

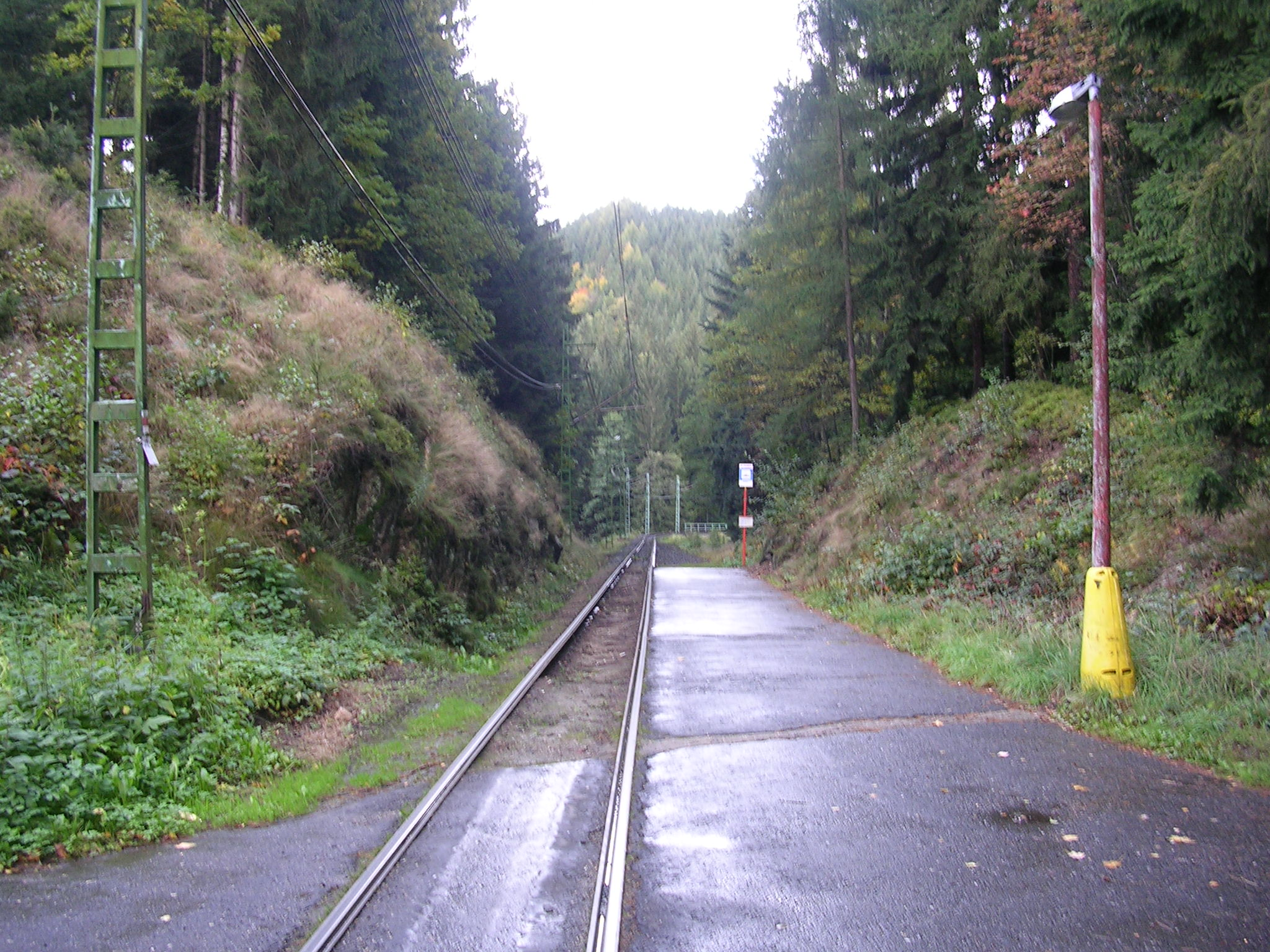
Zastávka Jablonec, Měnírna. Vlevo za fotografem (mimo záběr) se nachází budova skutečné měnírny napětí v trolejích na stejnosměrné trati
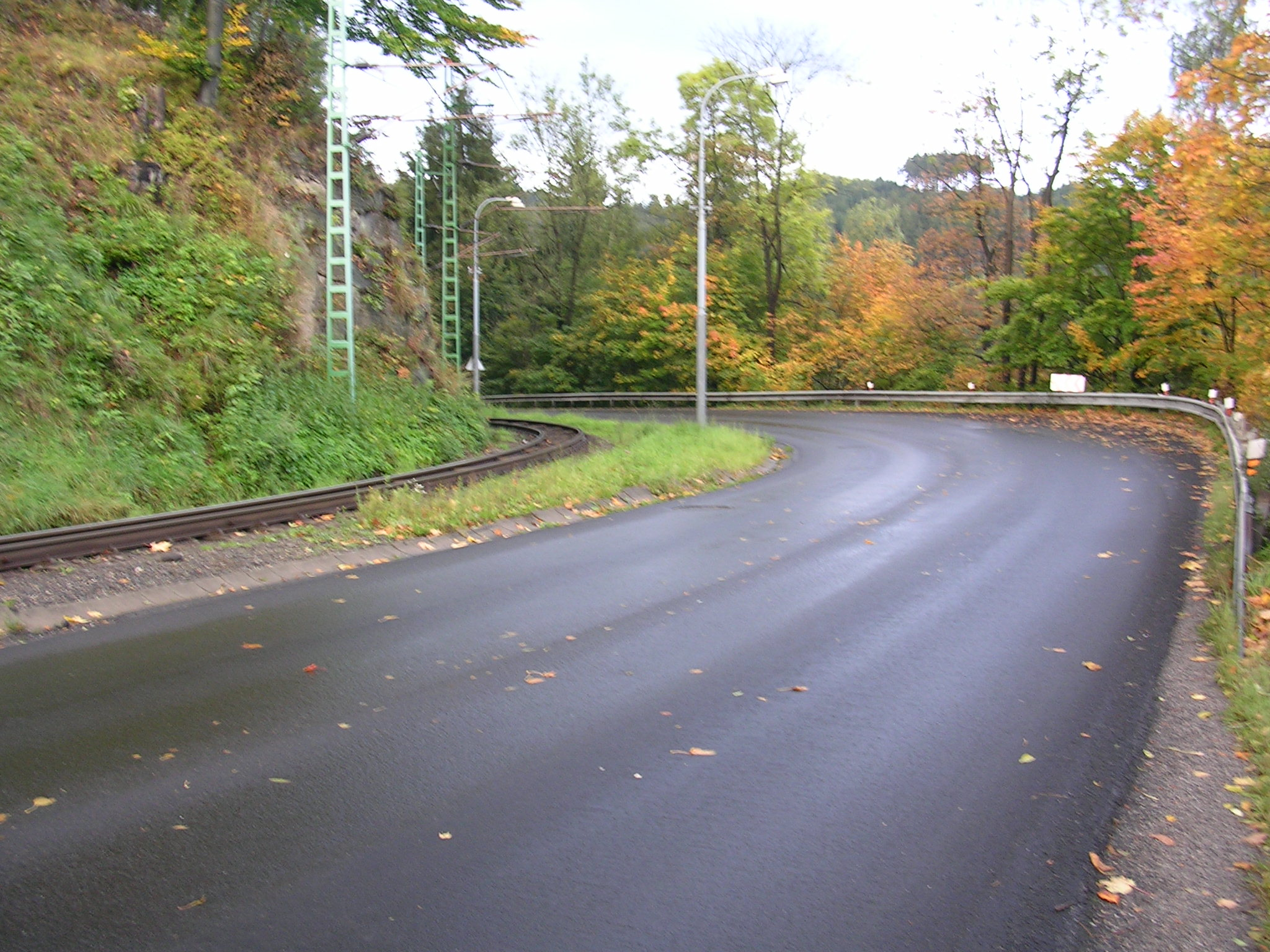
Úsek Jablonec nad Nisou dolní nádraží – Měnírna
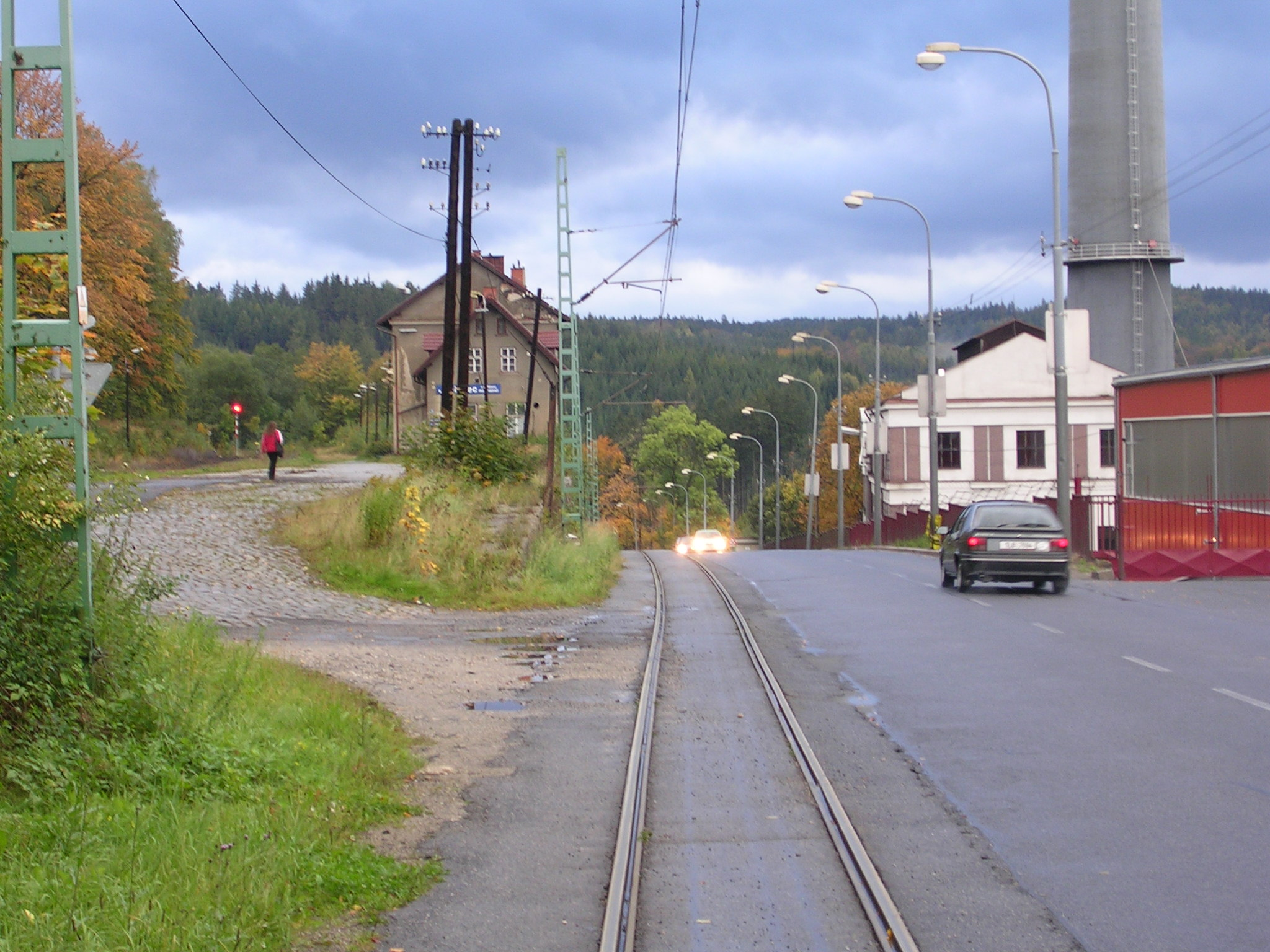
U železniční stanice Jablonec n. N. dolní nádraží
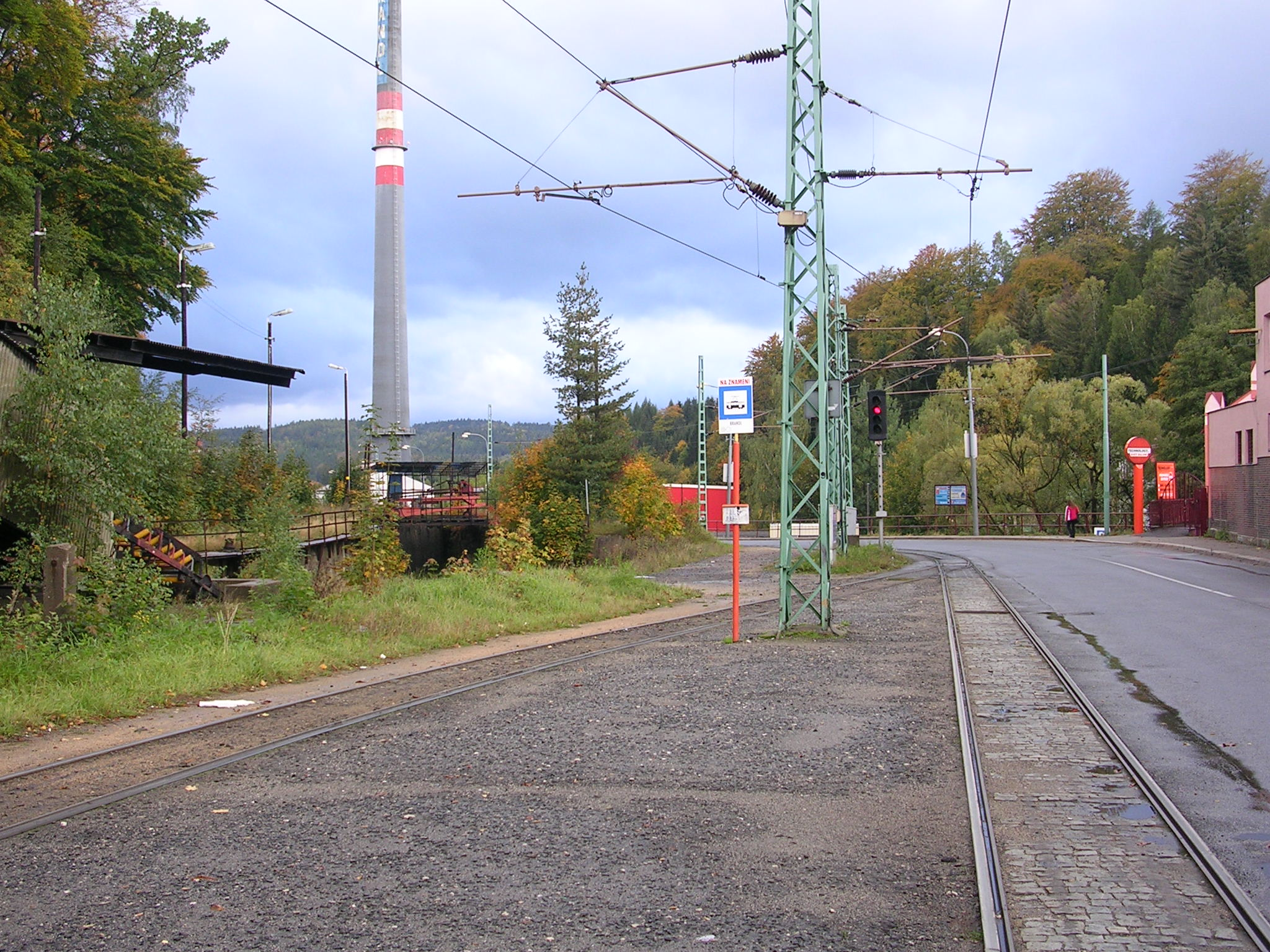
Výhybna Brandl
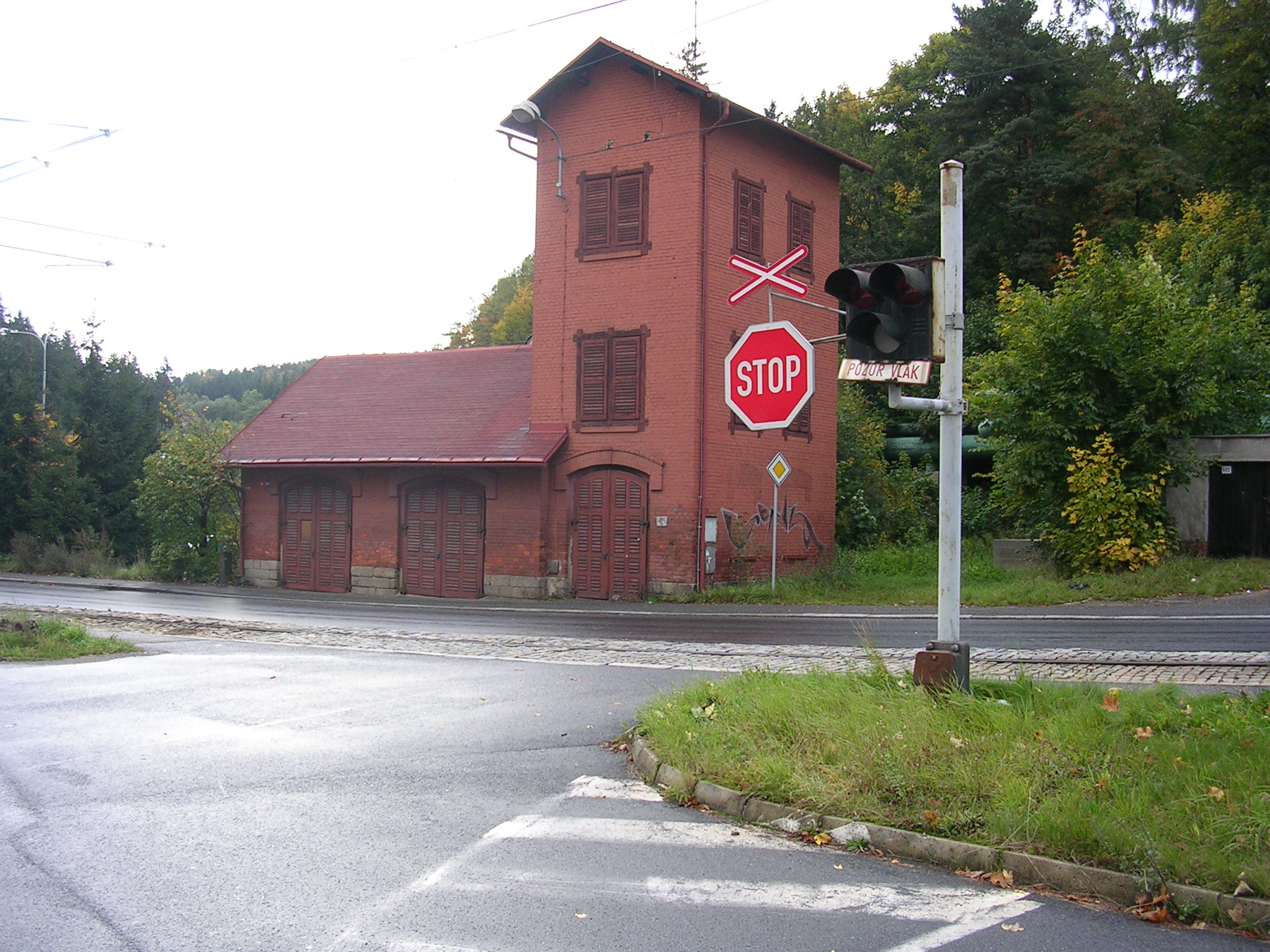
Přejezd u zastávky Brandl
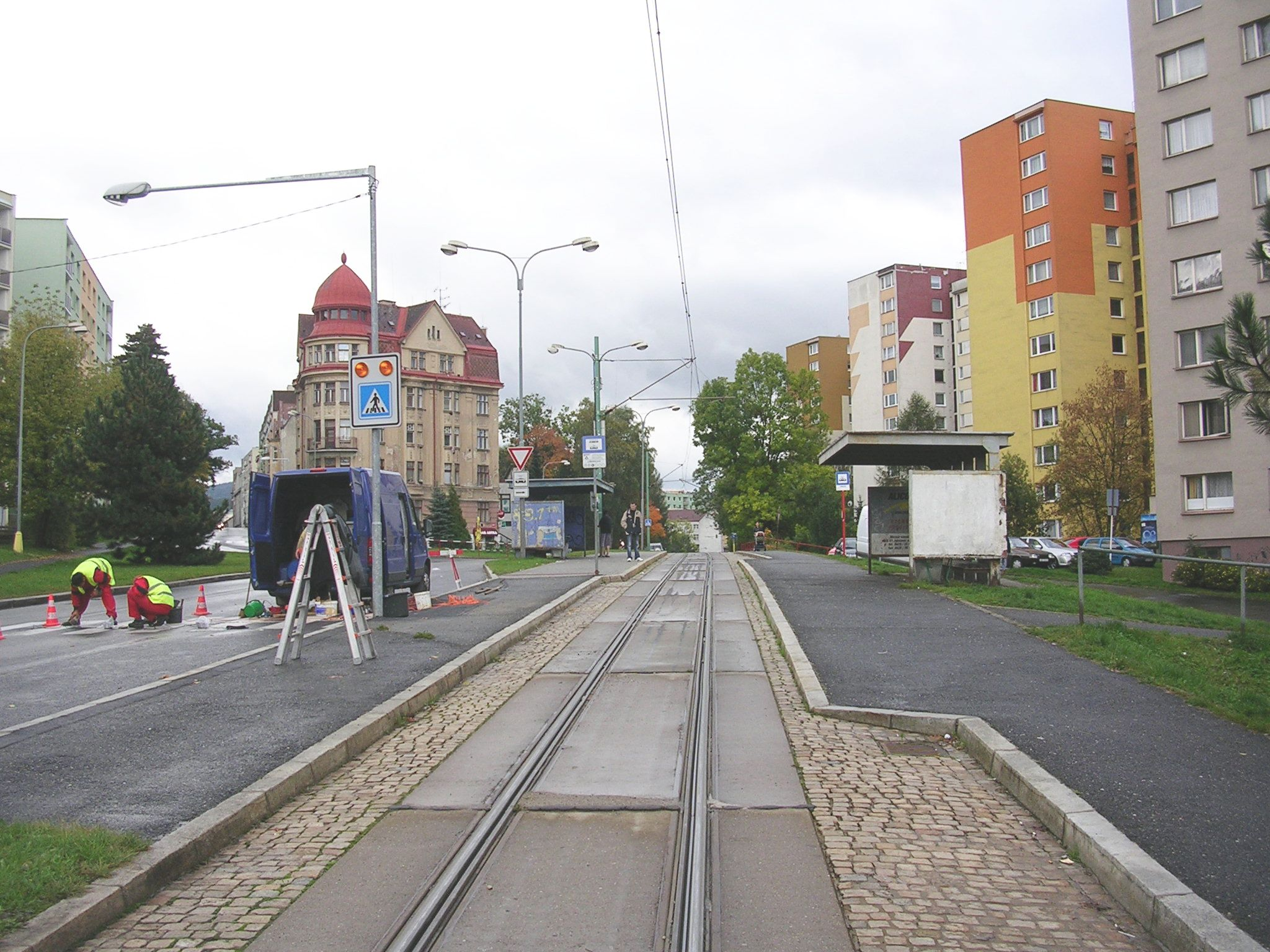
Zastávka Liberecká
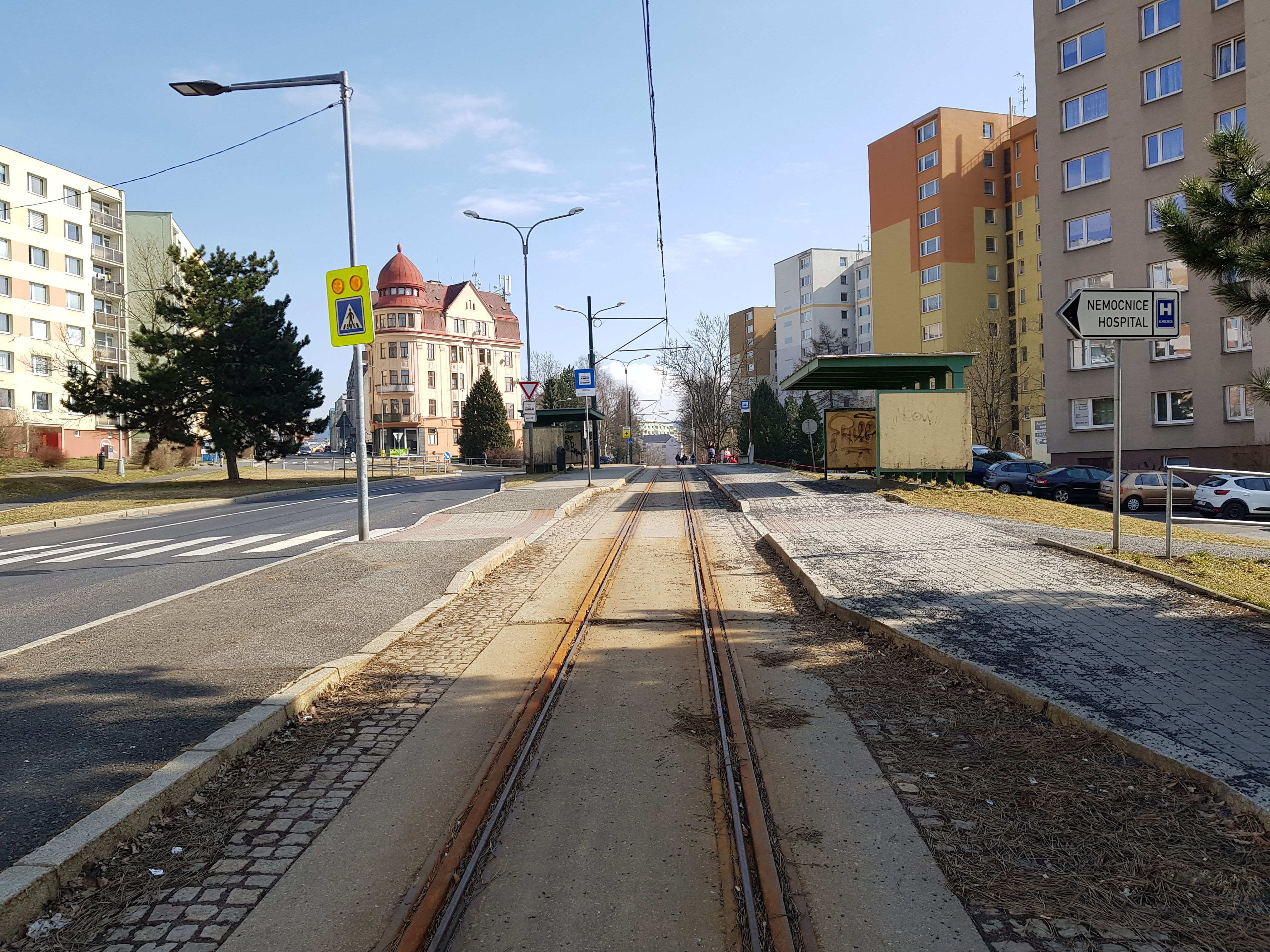
Zastávka Liberecká v roce 2022 před začátkem rekonstrukce tratě
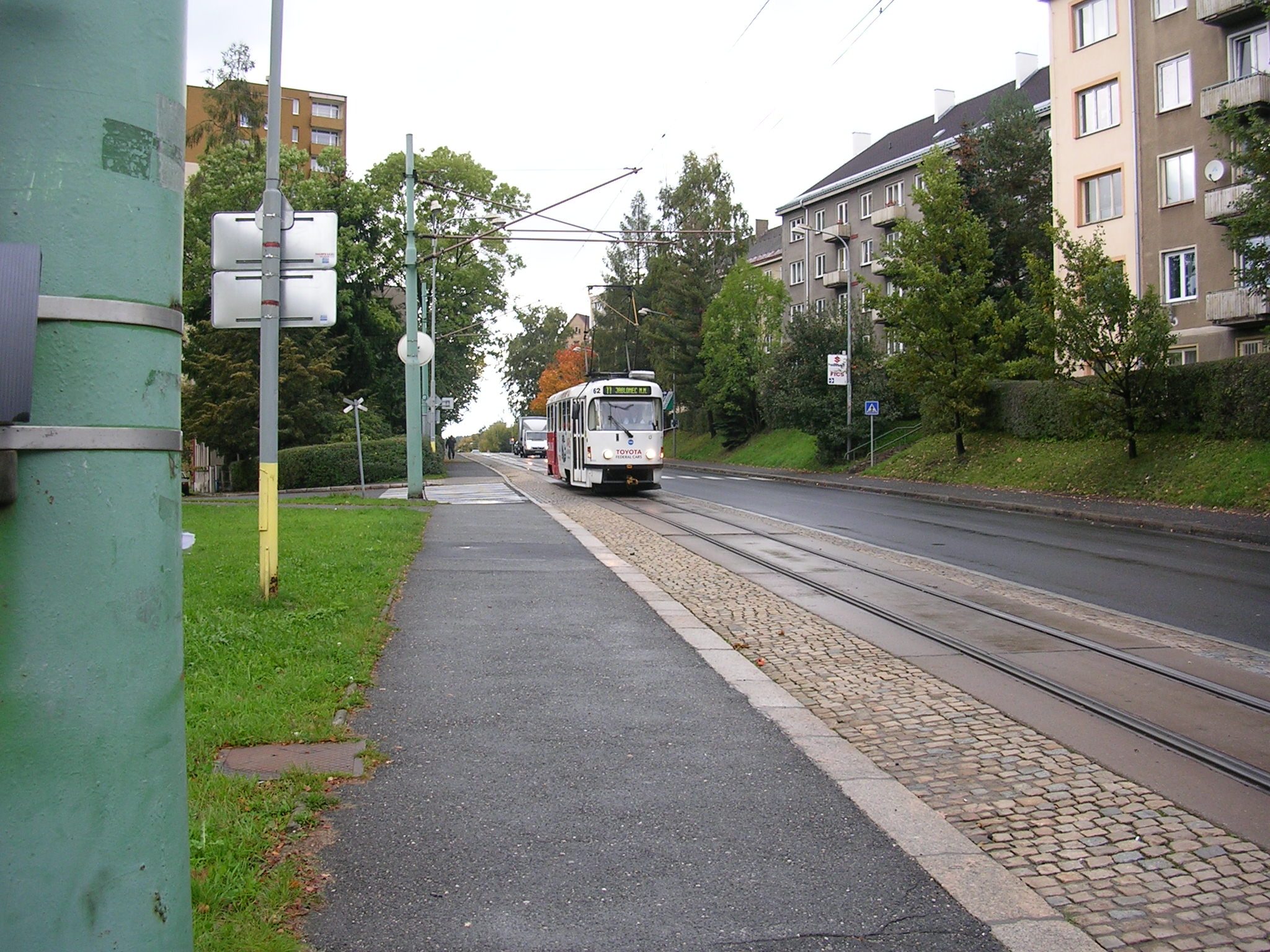
Ulice Budovatelů
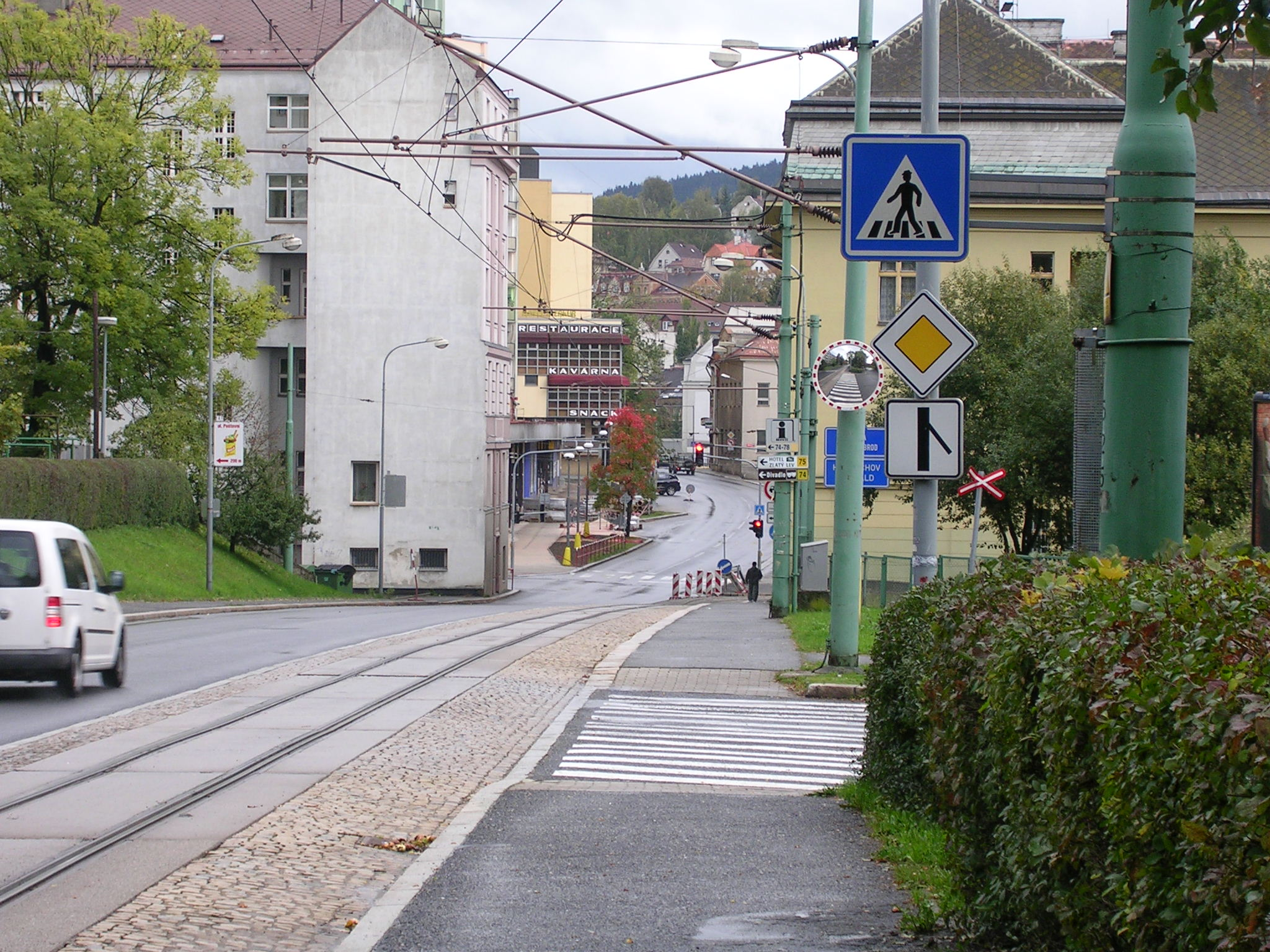
Ulice Budovatelů, před odbočením do smyčky
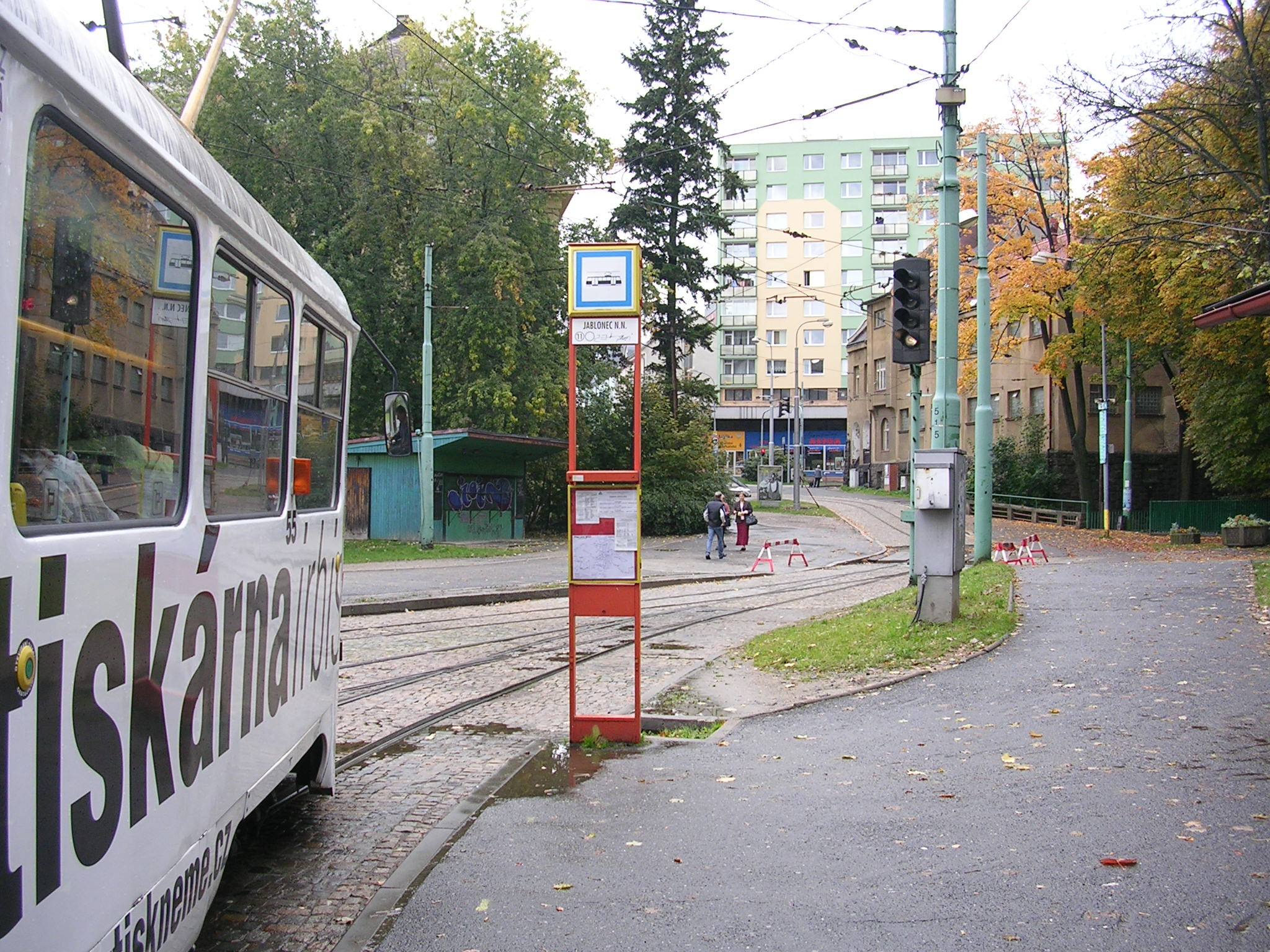
Výjezd ze smyčky Tyršovy sady
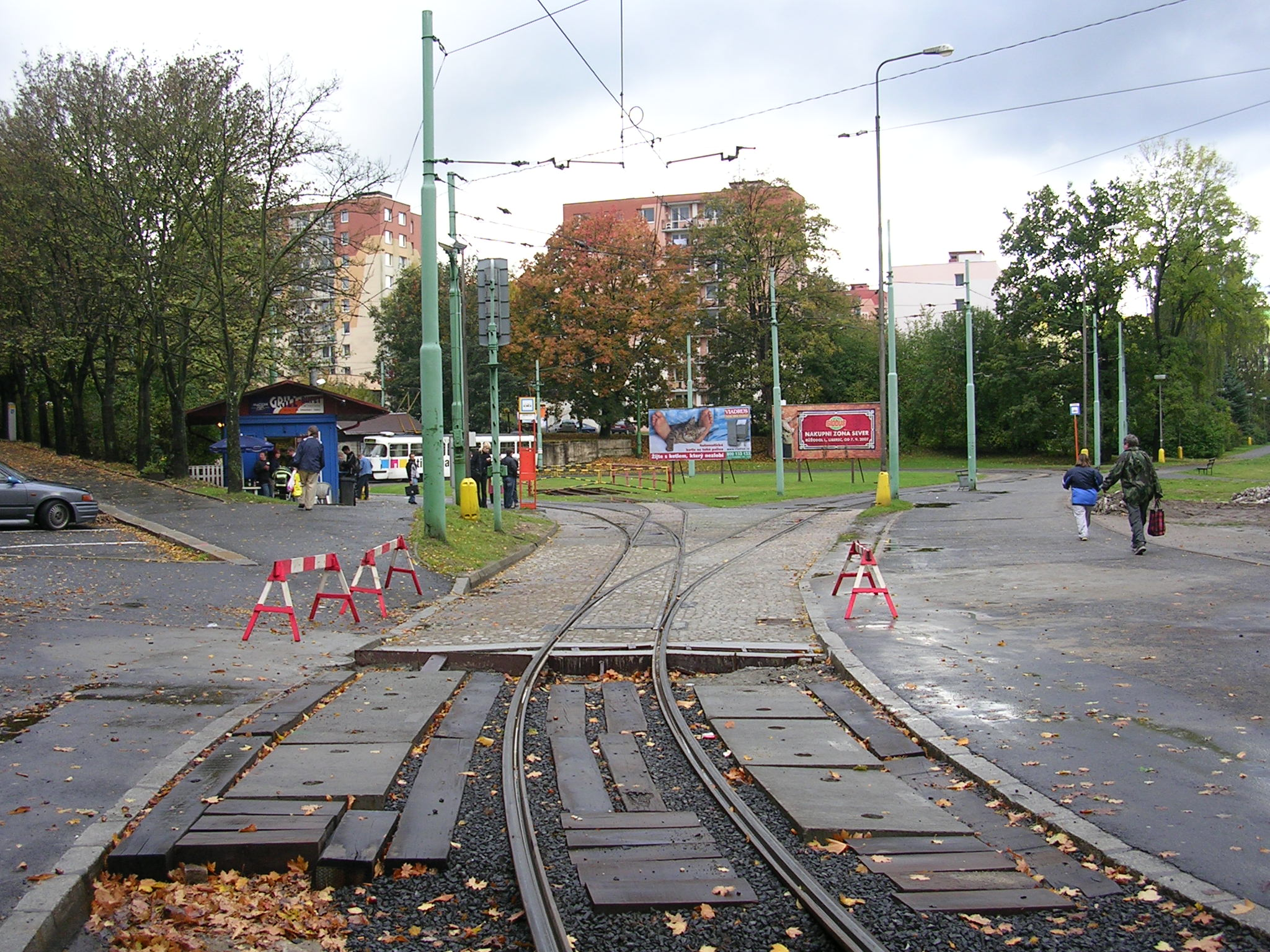
Smyčka Jablonec, Tyršovy sady

### Zastávky

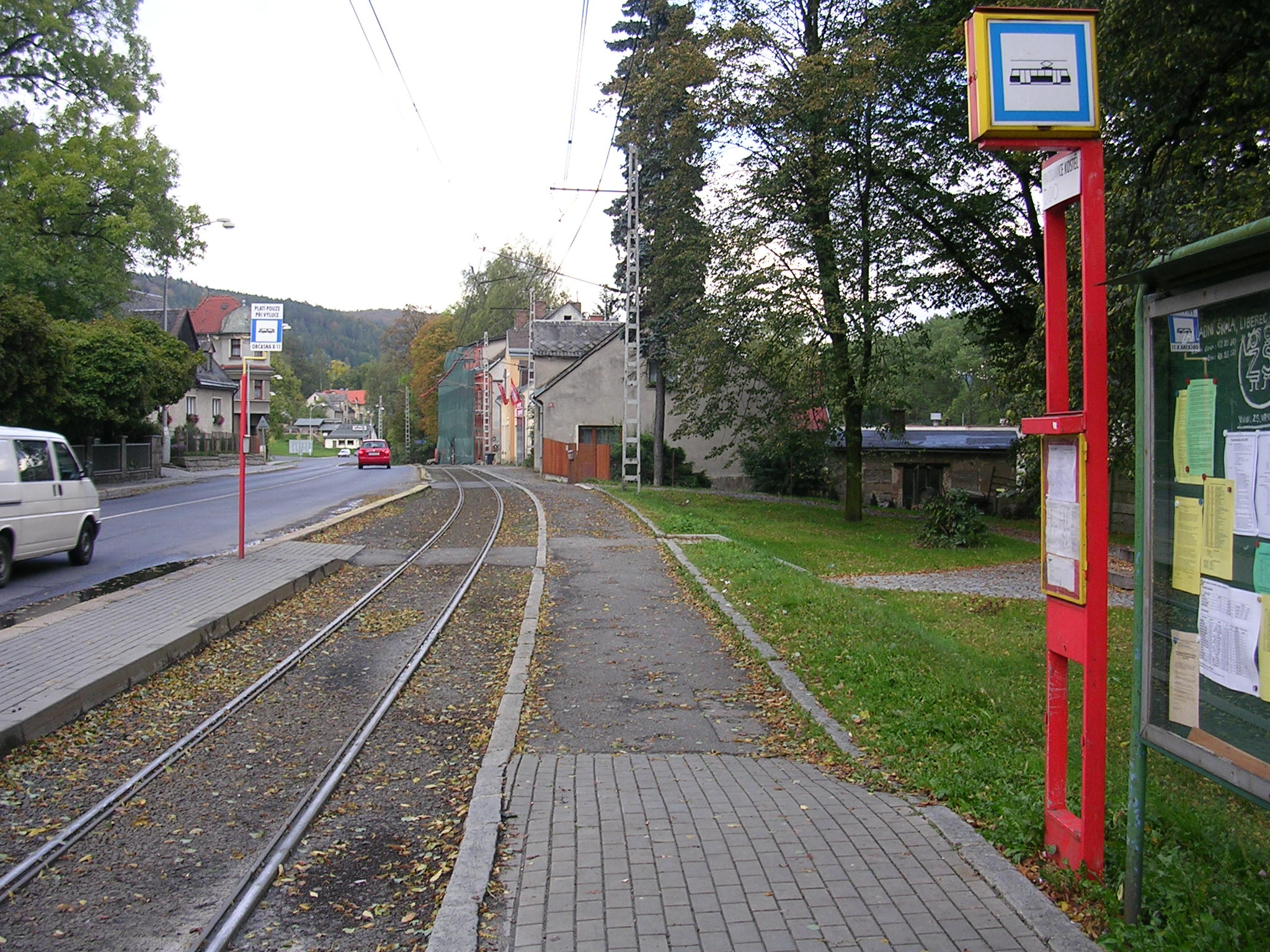
Jednokolejná zastávka Vratislavice, kostel před rekonstrukcí

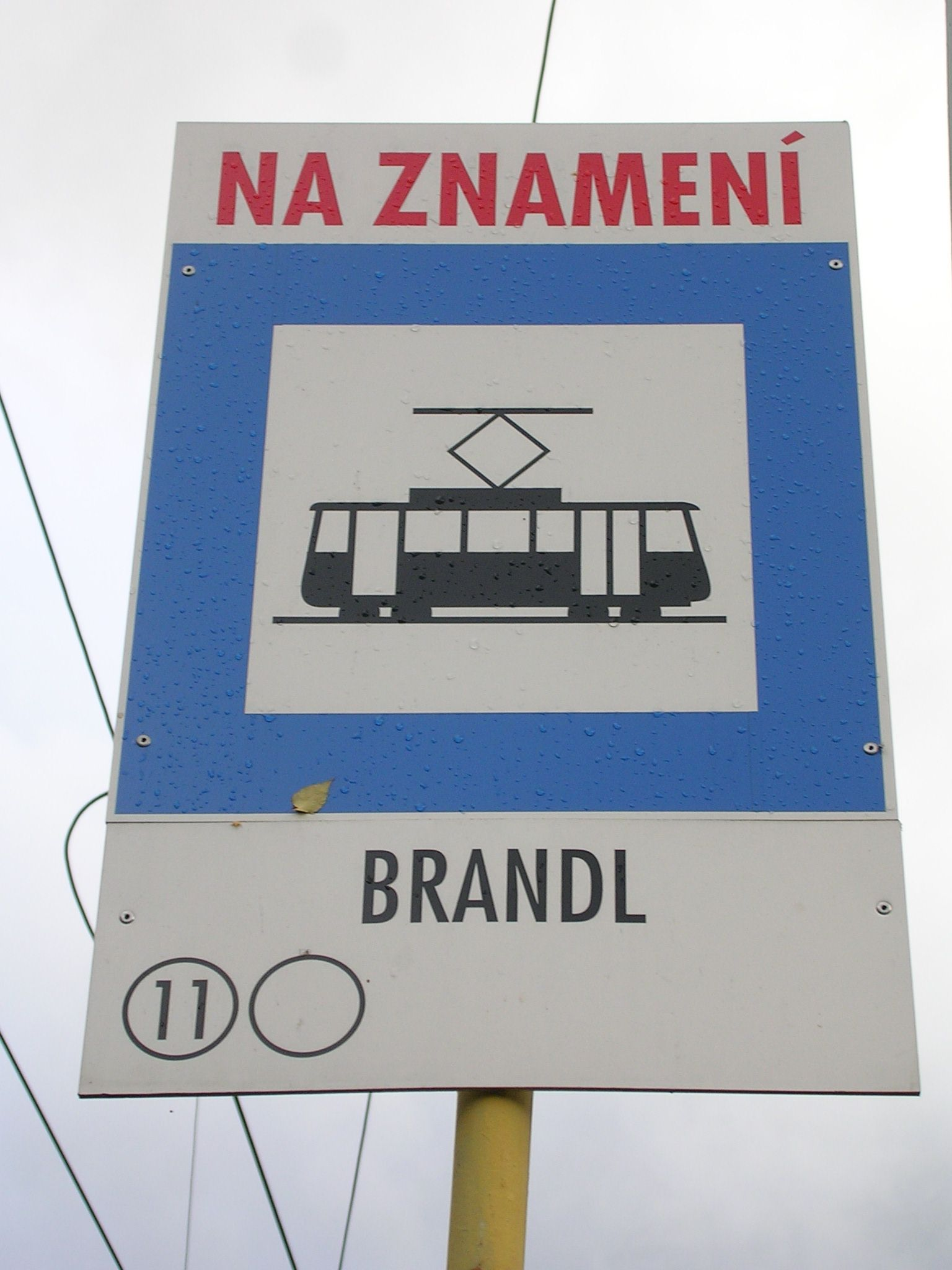
Označník zastávky Brandl

Kurzívou jsou uvedeny zastávky na znamení.
| Název zastávky              | Město              | Popis zastávky | Poznámka                                                                              |
| --------------------------- | ------------------ | --- | ------------------------------------------------------------------------------------- |
| Jablonec n.N., Tyršovy sady | Jablonec nad Nisou | jednokolejná smyčka se slepou kolejí s montážní jámou                                                                               | v blízkosti zastávka jablonecké MHD "Lázně"                                           |
| Liberecká                   | Jablonec nad Nisou | jednokolejná obousměrná zastávka | do listopadu 2001 název Nemocnice                                                     |
| Brandl                      | Jablonec nad Nisou | výhybna s bočními nástupišti | do listopadu 2001 název Plynárna                                                      |
| Měnírna                     | Jablonec nad Nisou | jednokolejná obousměrná zastávka |                                                                                       |
| Jablonec n.N. Zelené Údolí  | Jablonec nad Nisou | ostrovní výhybna (od r. 1975) |                                                                                       |
| Nový Svět                   | Jablonec nad Nisou | výhybna s bočními nástupišti (od r. 2024)                                                                                           | do listopadu 2001 název Proseč ČSAO                                                   |
| U Šamotky                   | Jablonec nad Nisou | jednokolejná obousměrná zastávka (od r. 2024)                                                                                       |                                                                                       |
| Proseč n.N. pošta           | Jablonec nad Nisou | výhybna s bočními nástupišti (od r. 2001)                                                                                           | v blízkosti železniční zastávka Proseč nad Nisou do listopadu 2001 název Proseč výbor |
| Za Tratí                    | Jablonec nad Nisou | jednokolejná obousměrná zastávka | do srpna 2015 název Proseč n. N. škola do roku 2015 výhybna                           |
| Kyselka                     | Jablonec nad Nisou | výhybna s bočními nástupišti (od r. 2015)                                                                                           |                                                                                       |
| Vratislavice n.N. výhybna   | Liberec            | jednokolejná smyčka se slepou kolejí s montážní jámou (od r. 1975) ostrovní výhybna                                                 |                                                                                       |
| Vratislavice n.N. kostel    | Liberec            | jednokolejná obousměrná zastávka |                                                                                       |
| Lékárna                     | Liberec            | dvoukolejná obousměrná zastávka | v letech 1966–2015 ostrovní výhybna                                                   |
| Pivovarská                  | Liberec            | dvoukolejná obousměrná zastávka, bezpečnostní zastávka                                                                              | do roku 2015 zastávka jen ve směru do Jablonce do srpna 2015 název Pivovar            |
| Sídliště Nové Vratislavice  | Liberec            | dvoukolejná obousměrná zastávka | v devadesátých letech název Ústav do srpna 2015 název Ústav sociální péče             |
| Nová Ruda                   | Liberec            | dvoukolejná obousměrná zastávka | dříve výhybna s bočními nástupišti                                                    |
| U Lomu                      | Liberec            | dvoukolejná obousměrná zastávka |                                                                                       |
| Textilana                   | Liberec            | dvoukolejná obousměrná zastávka | v letech 1966–2006 výhybna s bočními nástupišti                                       |
| Mlýnská                     | Liberec            | dvoukolejná obousměrná zastávka |                                                                                       |
| Fügnerova                   | Liberec            | terminál MHD dvoukolejná smyčka (od r. 1995), do rekonstrukce v roce 2008 pouze úzkorozchodná napojení na městskou tramvajovou trať | původně zde byla výhybna, od r. 1970 kolejový trojúhelník                             |

Od května 2009 všechny spoje linky 11 s výjimkou zatahujících pokračují po městské trati až do zastávky Viadukt a téměř všechny spoje linky 5 končí v zastávce Rybníček (v minulosti jezdila do zastávky Viadukt jen část spojů linky 11 v ranních a odpoledních hodinách).

### Signální a zabezpečovací zařízení

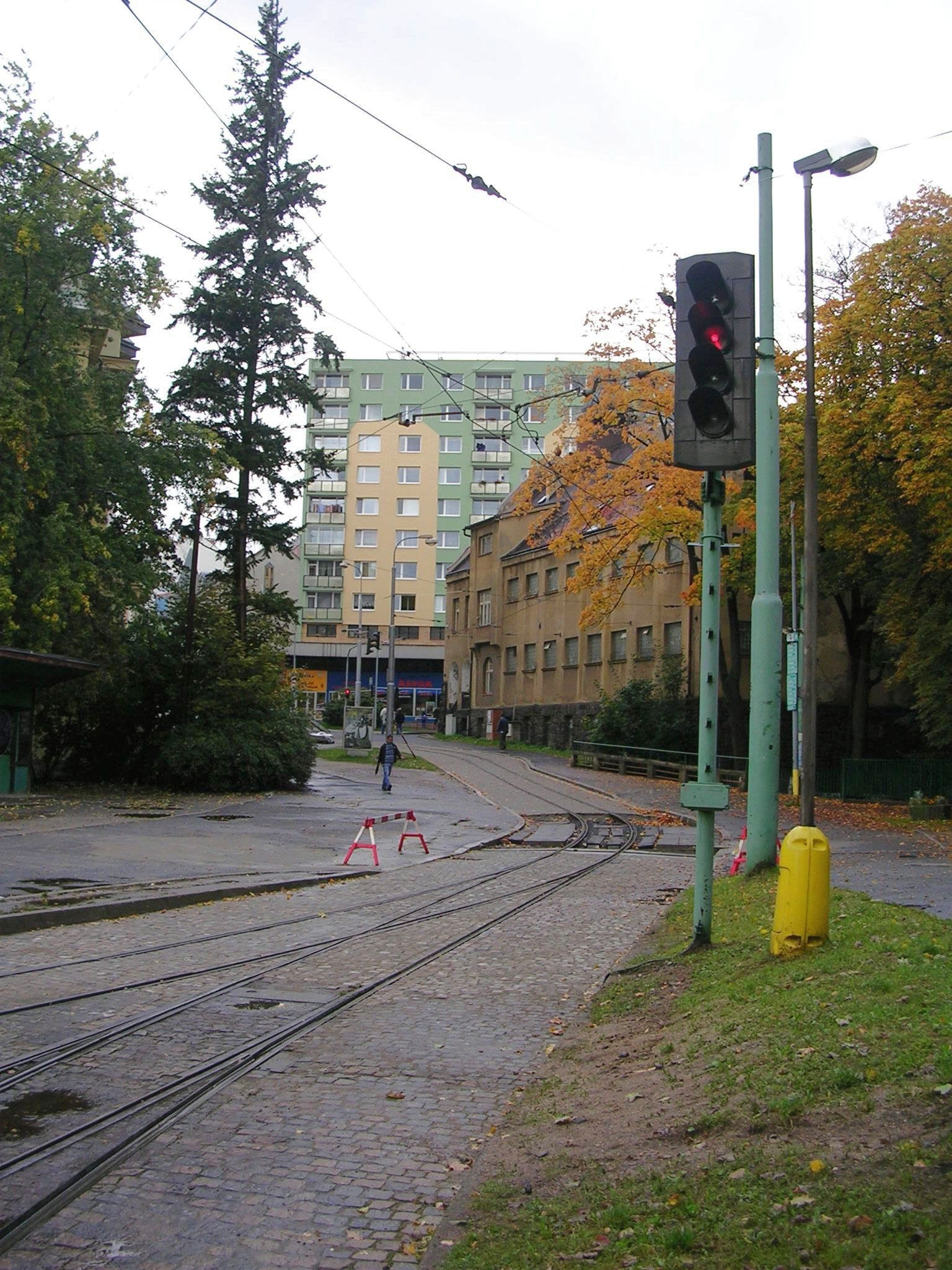
Odjezdové návěstidlo u konečné v Jablonci, Tyršovy sady.

V letech 1983, 1984 (v květnu na mostě v Zeleném údolí), 1986, 1988 a 1993 (u nádraží Proseč, již v době zkušebního provozu nové signalizace) došlo na trati k řadě srážek, některé s těžkými zraněními, způsobených nedodržením křižování ve výhybně. Teprve poté byla dokončena montáž signalizační a zabezpečovací soustavy, jejíž vývoj započal na městské trati kolem roku 1970 a na meziměstské se na její přípravě začalo pracovat v roce 1985.
Na některých křižovatkách a přejezdech přes trať jsou použity klasické signály pro tramvaje podle pravidel silničního provozu, tzv. čočky. Zpravidla jsou s absolutní preferencí, tj. pouze ubezpečují řidiče tramvají o tom, že provoz silničních vozidel je signalizací zastaven.
Pro řízení odjezdu tramvají z výhyben a z obratišť je použita signalizace podobná železniční: návěstidlo má čtyři plná kruhová světla, v pořadí shora oranžové, červené, zelené a bílé. Používají se tyto signály:
- bílé světlo: Volný úsek.
- oranžové a bílé světlo: Výstraha. Trať je volná, v následující výhybně je vlak ve stejném směru jízdy. Odjezd pouze na pokyn dispečera.
- blikající oranžové světlo, svítící bílé světlo: Pozor! Trať je volná, v následující výhybně je vlak v protisměru.
- červené světlo: Stůj. Traťový úsek obsazen vlakem jedoucím stejným směrem nebo protijedoucí vlak má signál volno pro výjezd z následující výhybny
- červené a bílé světlo. Stůj, vlak v protisměru.
- zelená: Volno. Traťový úsek je volný, vlak je přihlášen a vjezd z protisměru je zakázán.

Pokud tramvaj vjede do obsazeného úseku, dojde automaticky k vypnutí trakčního proudu v úseku. Tvůrci této návěstní a zabezpečovací soustavy byli Vladimír Paleček, František Zikmund, Josef Semirád a Jan Kovač.

## Trať v kultuře
- Grandhotel (2006) – na trati se natáčely vybrané scény do filmu režiséra Davida Ondříčka
- Tramvestie (2016) – hovory cestujících zachycené při jízdách tramvajovou linkou 11 daly vzniknout básnické sbírce Pavla Novotného. Už v roce 2011 ozdobily její texty jeden ze zde provozovaných tramvajových vozů[30], v roce 2016 vyšla v knižní podobě.[31] V roce 2019 uvedlo pražské Národní divadlo stejnojmennou operu.[32]

## Jiné meziměstské tratě
V současné době je trať Liberec – Jablonec jednou ze čtyř meziměstských tramvajových tratí v České republice. Druhá vede z Mostu do Litvínova, třetí vede z Ostravy-Poruby do Kyjovic-Budišovic a za meziměstskou tramvajovou trať lze považovat i tramvaj z Brna do samostatného města Modřice, které leží v okrese Brno-venkov.
V době rozvoje tramvajové dopravy koncem 19. století bylo meziměstských tramvajových tratí více, například první tratě na území dnešní Prahy vznikaly původně jako meziměstské.